# Riti della Settimana Santa in Sicilia

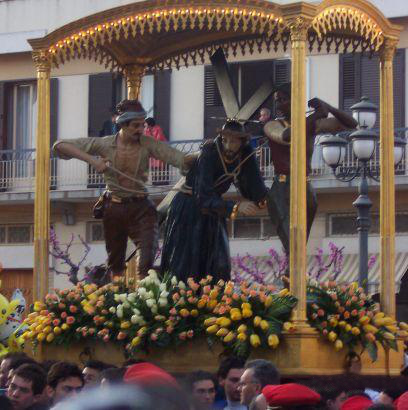
Gesù viene flagellato mentre porta la Croce
uno dei Misteri di Ispica (RG)

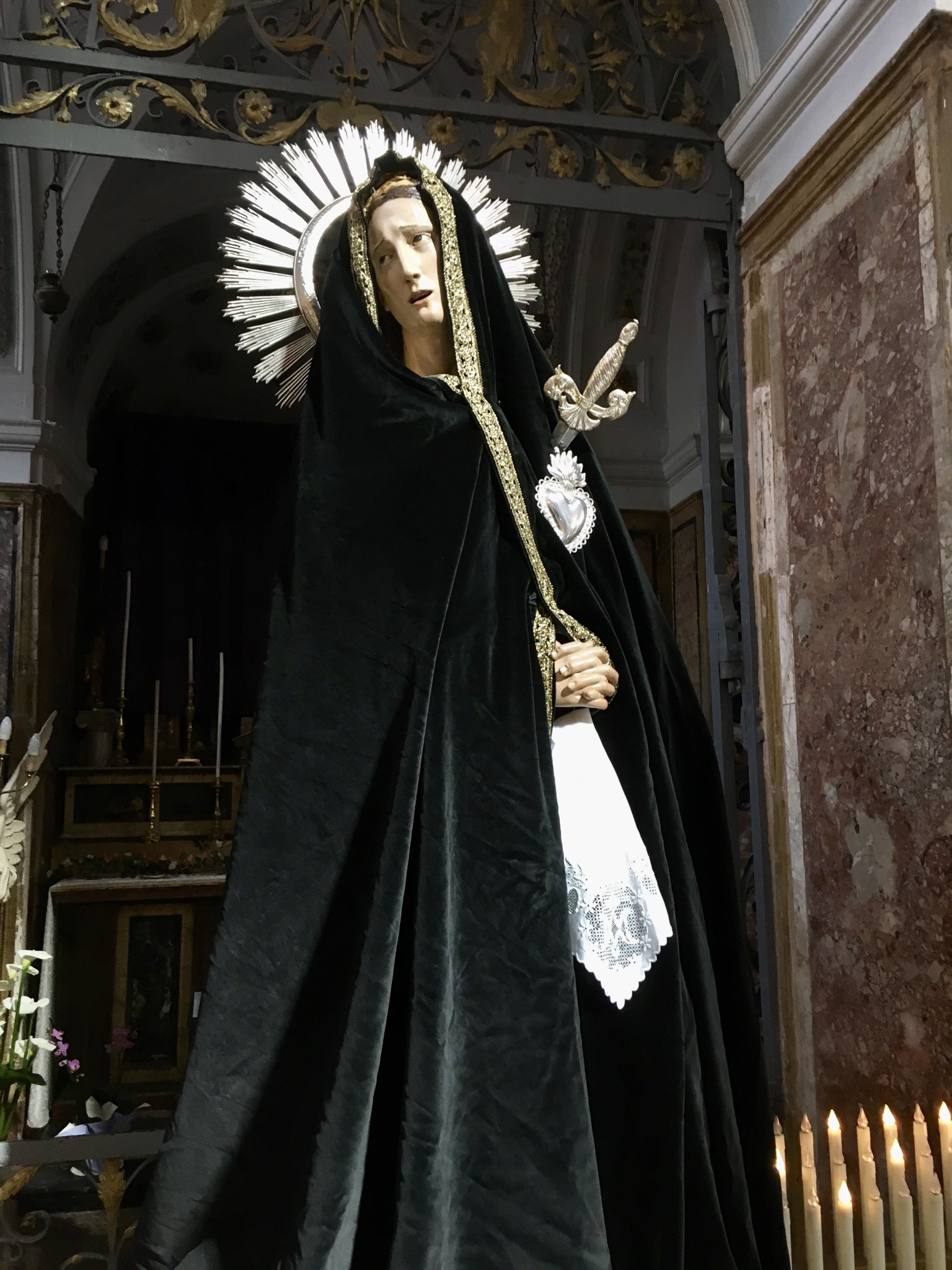
Maria Santissima Addolorata
nella Chiesa madre di Maria Santissima del Soccorso, Castellammare del Golfo (TP)

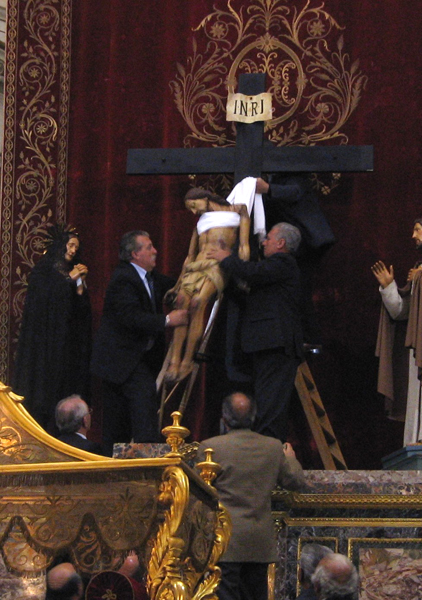
A scisa 'a Cruci del Venerdì Santo
chiesa di Santa Maria della Provvidenza, Zafferana Etnea (CT)

I riti della Settimana Santa in Sicilia comprendono l'insieme delle manifestazioni religiose organizzate in diversi comuni e città della Sicilia dalle diocesi, dalle parrocchie e, in particolare, dalle locali confraternite in occasione della Pasqua.
Questi riti, di origine antica e parte integrante del patrimonio religioso e culturale siciliano, rievocano i momenti più significativi della Passione di Gesù Cristo, descritti nei Vangeli, dal suo arresto da parte delle autorità romane fino alla Risurrezione. Essi si affiancano alle consuete funzioni liturgiche della Settimana Santa e, in numerosi casi, sono iscritti nel Registro Eredità Immateriali della Sicilia.

## Caratteri generali

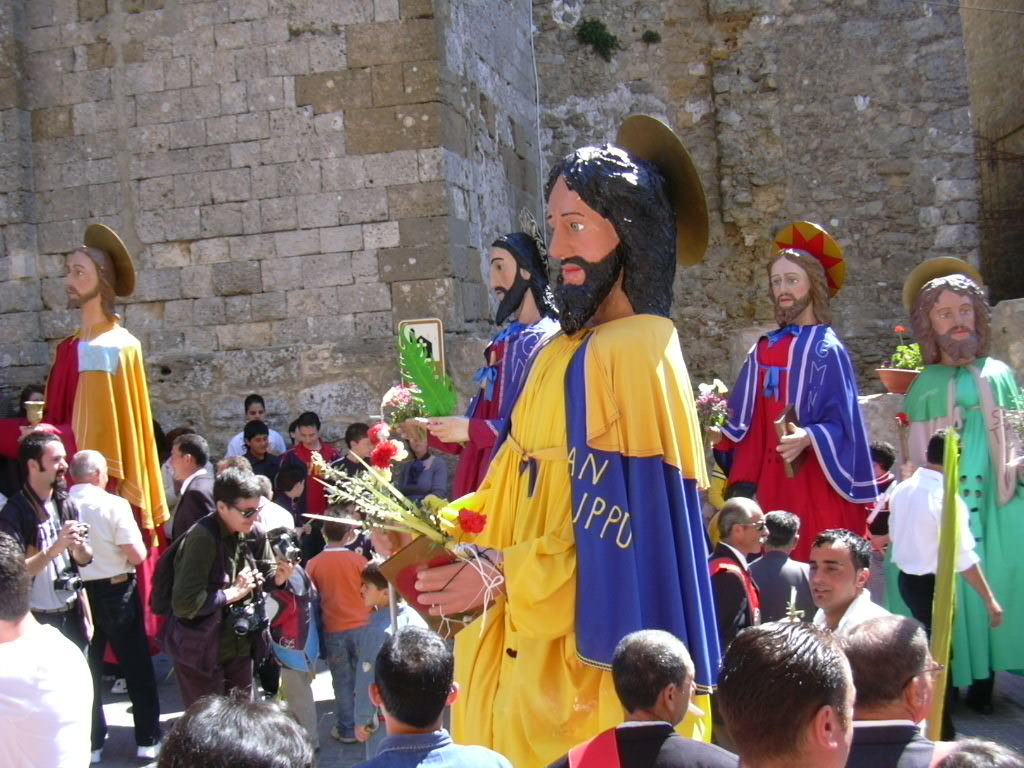
I Santoni di Aidone (EN)

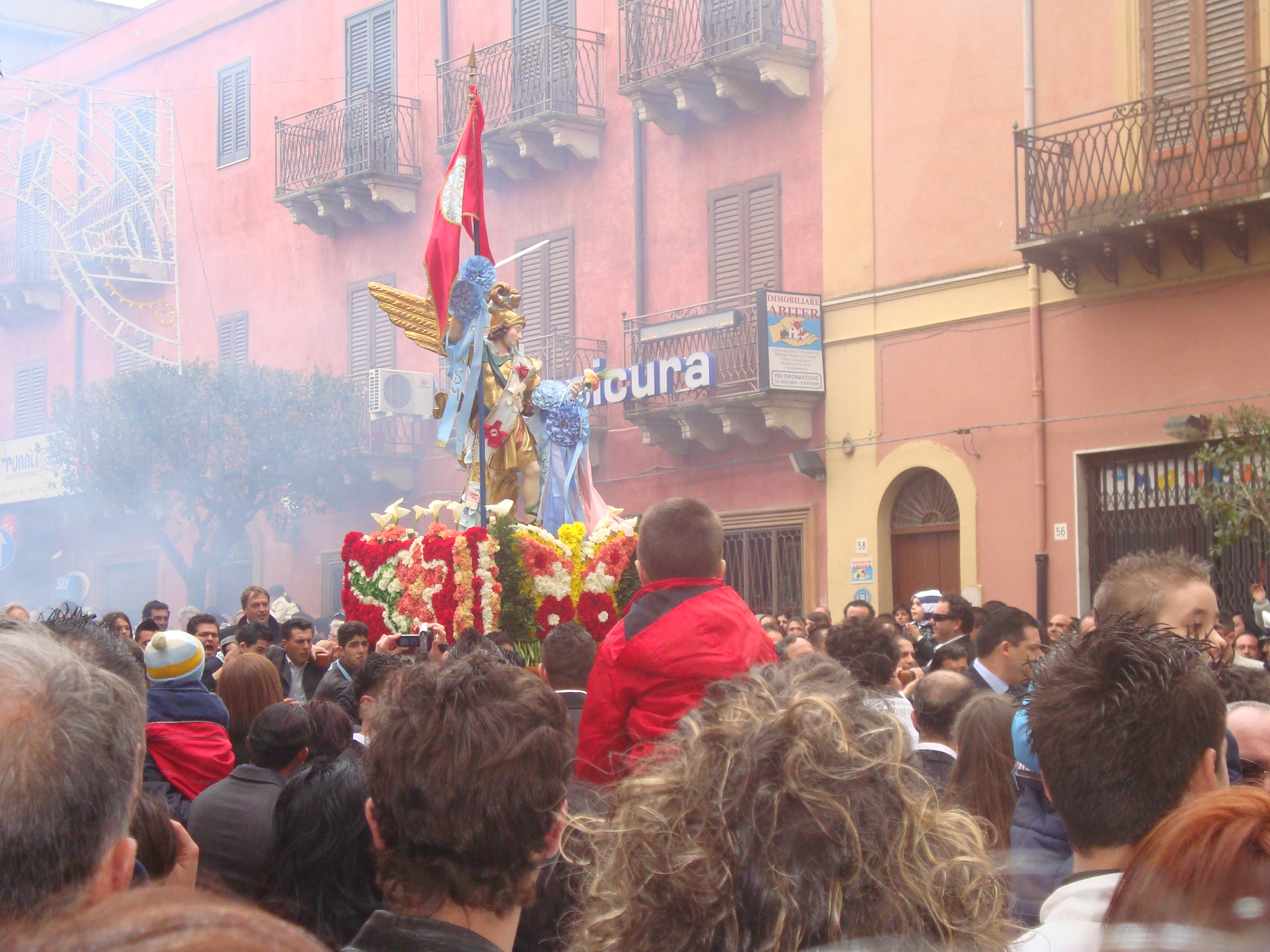
San Michele durante la processione di Pasqua di Ribera (AG)

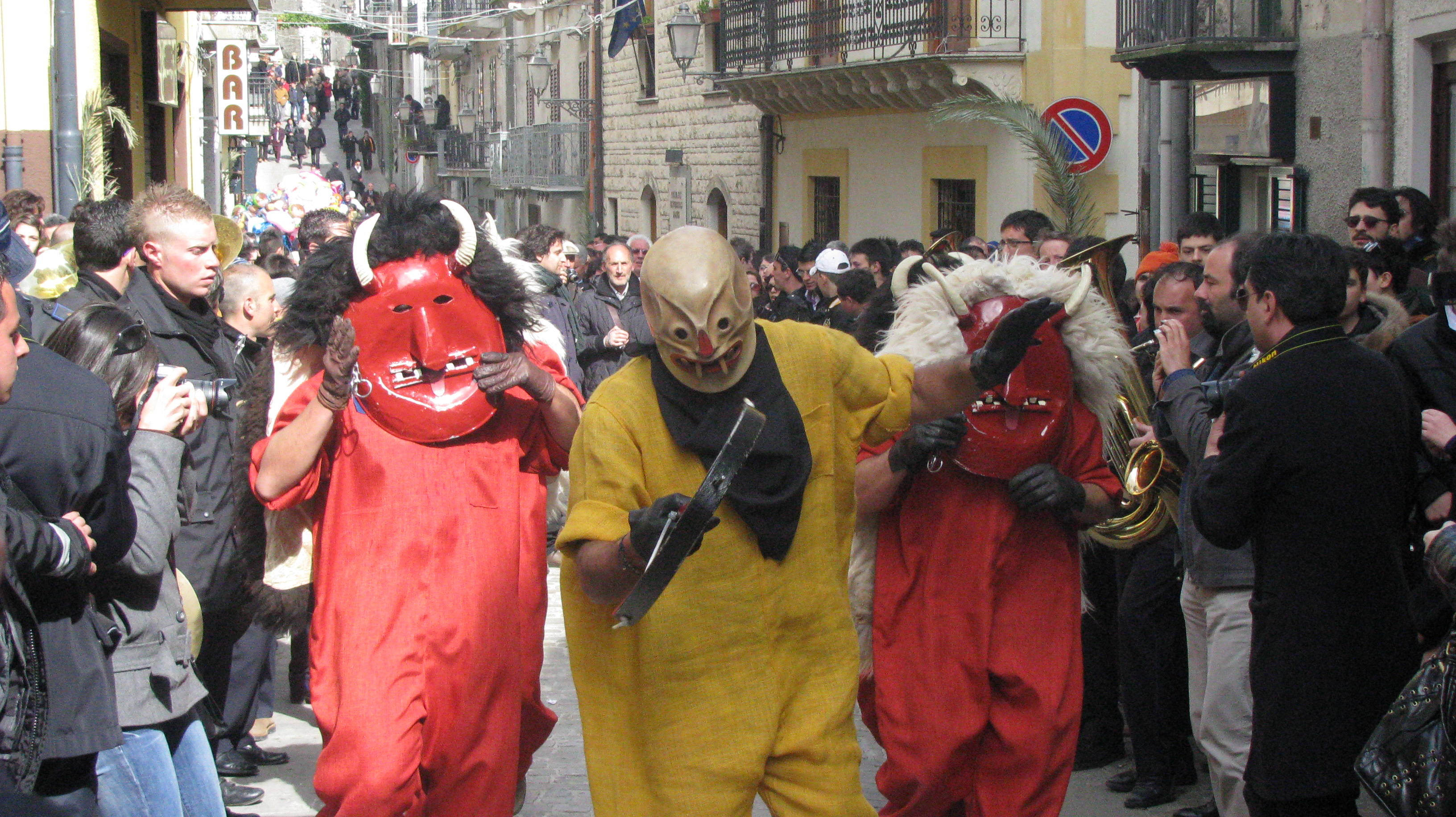
I Diavoli e la Morte di Prizzi (PA)

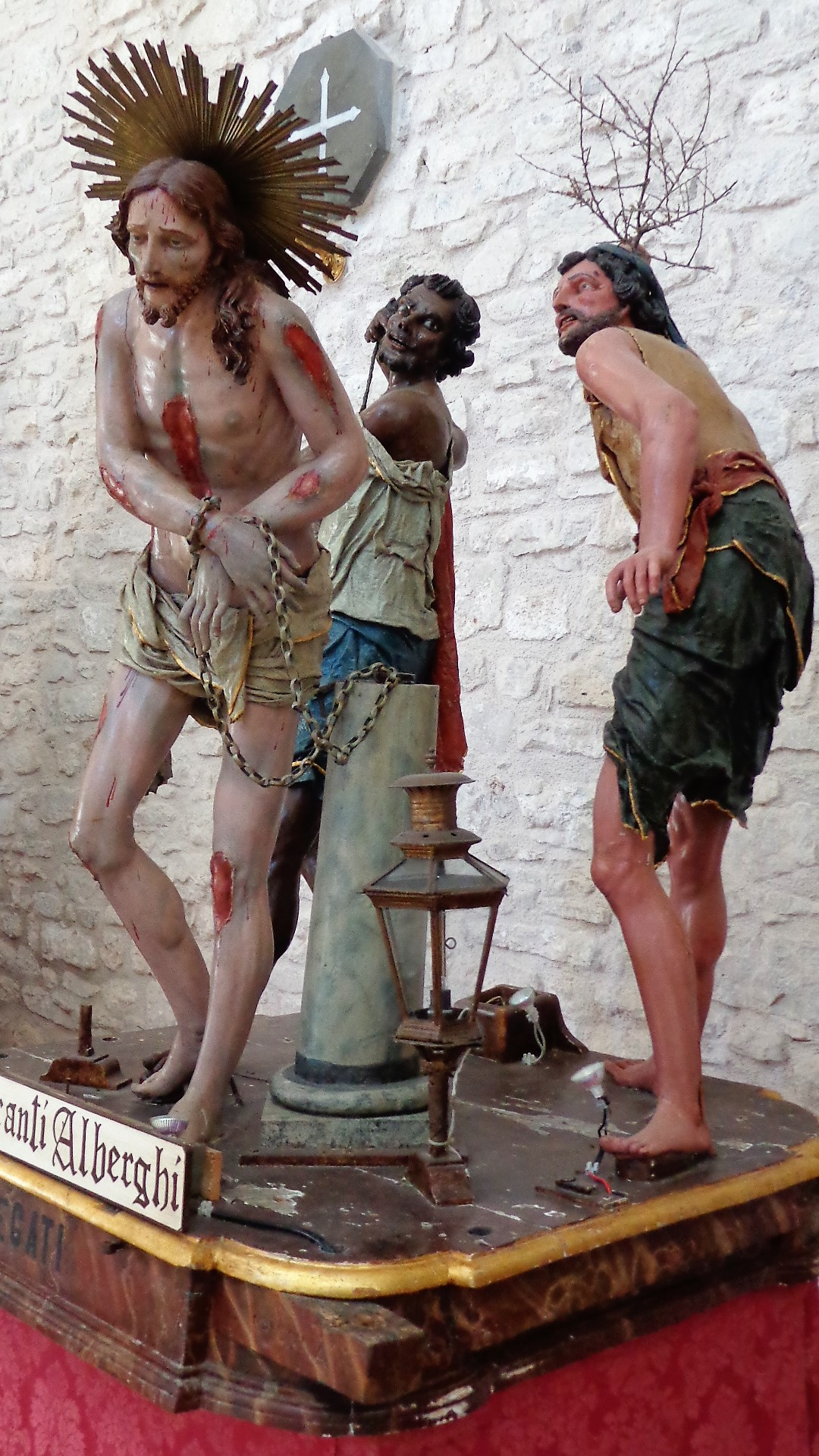
La Flagellazione di Erice (TP)

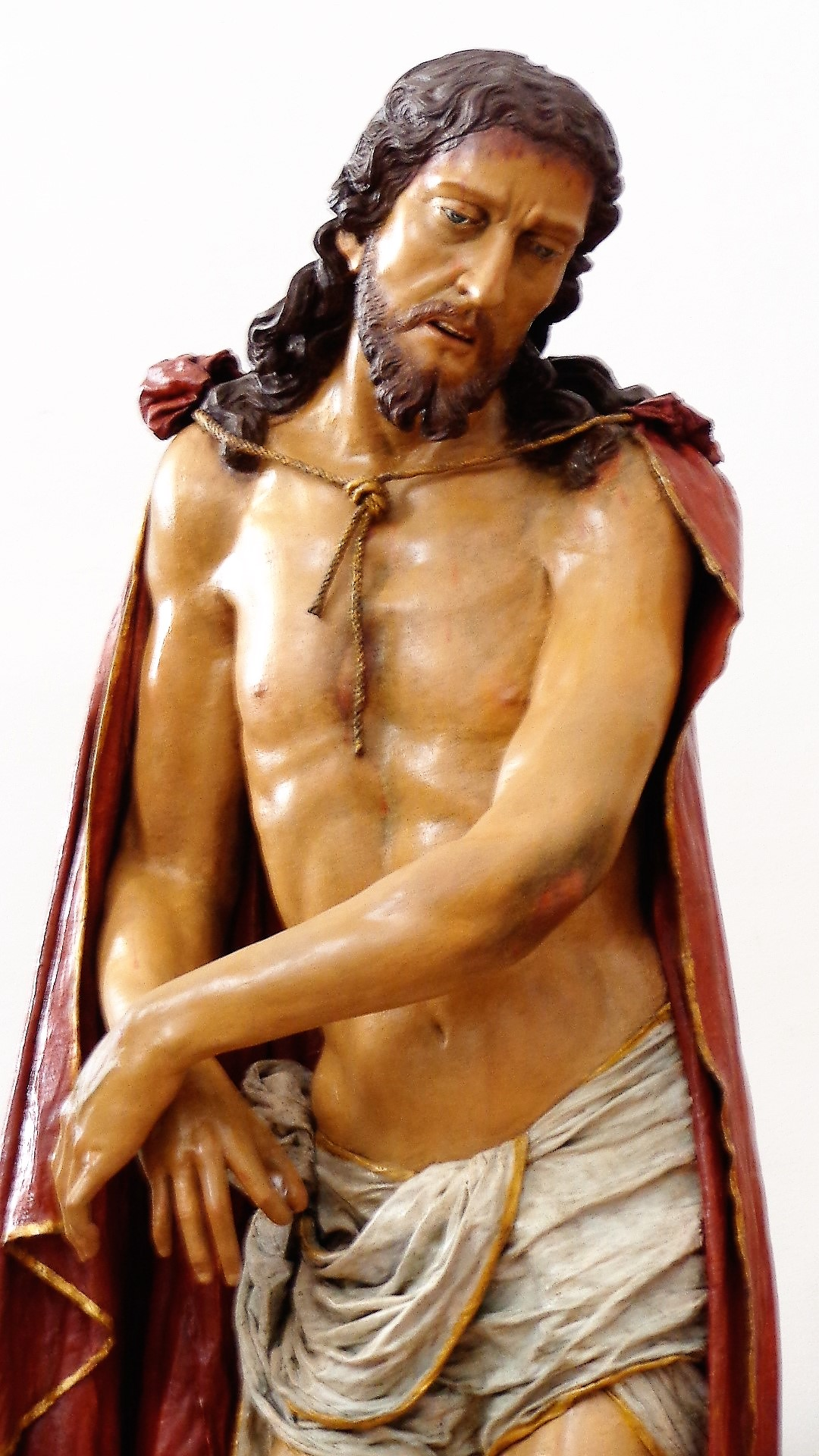
Ecce Homo, uno dei Misteri di Trapani

I riti della Settimana Santa in Sicilia presentano una notevole complessità di contenuti e di simbologie, dovuta ai numerosi influssi culturali, in particolare a quello della tradizione spagnola, dominante tra il XVI e il XVII secolo, e ai temi teologici della religiosità controriformista.
Questi riferimenti, tuttavia, non esauriscono la ricchezza e il significato dei riti all’interno delle comunità. Lo scrittore Gesualdo Bufalino ha osservato:  
Il mistero della morte e della resurrezione, nella cultura popolare dell’isola, racchiude riferimenti che vanno oltre quelli tipici del Seicento, richiamando la cultura dell’Impero bizantino, che costituisce un importante sostrato religioso, e la memoria di riti mediterranei più antichi dello stesso cristianesimo.
Le manifestazioni assumono forme differenti nei vari centri dell’isola, diventando un elemento distintivo per ciascuna comunità, nonostante i mutamenti sociali e culturali della modernità.
Pur nella varietà delle tradizioni locali, è possibile individuare alcuni elementi comuni o ricorrenti, elencati di seguito.

### Domenica delle Palme
La ricorrenza della Domenica delle Palme, comune al resto dell'Italia e a tutta la cristianità, in Sicilia è caratterizzata da una particolare enfasi, con rievocazioni figurate ereditate dalle tradizioni del teatro religioso tardo-medievale. Durante la processione, in gran parte dei centri dell’isola vengono utilizzati ramoscelli di ulivo e foglie di palma intrecciate in forme tradizionali, portate in corteo soprattutto da fanciulli. A tale scopo venivano coltivati, in luoghi soleggiati e riparati, alcuni esemplari di palma da dattero o di altre varietà che in Sicilia non hanno mai fruttificato. In passato erano impiegate anche fronde di alberi sempreverdi, come l’alloro, cui veniva attribuito un valore magico-religioso apotropaico: queste venivano conservate per tutto l’anno come protezione da malattie e disgrazie.
In alcune località la processione rievoca l’ingresso di Gesù a Gerusalemme. A Caltanissetta, ad esempio, nel pomeriggio della Domenica delle Palme il centro cittadino è attraversato dalla processione di un simulacro di Cristo posto su una barca interamente ricoperta di fiori. A Enna, invece, la celebrazione prevede la partecipazione di figuranti appartenenti alle varie confraternite, che rappresentano l’arrivo del Messia nella città santa: uno dei confratelli impersona Gesù e cavalca un asino, preceduto da dodici compagni, raffiguranti gli apostoli, che reggono ramoscelli di ulivo.

### Lunedì Santo
Nel Lunedì Santo, così come nel Martedì Santo e nel Mercoledì Santo, in numerose località della Sicilia si svolgono processioni organizzate dalle diverse confraternite, che portano in corteo le statue da esse custodite o legate alla loro intitolazione. In queste occasioni, i santi oggetto di culto locale vengono inseriti nelle celebrazioni della Settimana Santa.
A Randazzo si tiene la prima processione della Settimana Santa, organizzata dalla confraternita di Maria Santissima Addolorata. Il corteo parte da piazza San Pietro e si dirige verso la basilica minore di Santa Maria Assunta per far visita al Santissimo Sacramento, ascoltare la predica e ricevere la benedizione eucaristica. Al termine, la processione rientra nella chiesa di partenza.

### Martedì Santo
A Caltanissetta, la Scinnenza è una rappresentazione sacra che si svolge la sera del Martedì Santo nel centro storico, rievocando il processo a Gesù e altri momenti della Via Crucis. Gli attori in costume, accompagnati da bande musicali, mettono in scena gli episodi della Passione di Cristo, fino alla Scinnenza vera e propria (dal verbo siciliano scinniri, «scendere»), ossia la deposizione di Gesù dalla croce.
Tali rappresentazioni erano già documentate nel Medioevo, quando si svolgevano nei quattro venerdì di marzo che precedevano la Settimana Santa. La prima rappresentazione con numerosi attori risale al 1840, ma l’anno successivo fu sospesa a causa di disordini dovuti all’eccessiva affluenza di pubblico. Ripresa con successo nel 1957 per iniziativa dei salesiani, e nuovamente nel 1972, la Scinnenza venne tradizionalmente rappresentata la sera del Sabato Santo per le vie del centro storico. Dal 2006, per decisione del clero, la manifestazione si svolge il Martedì Santo.
A Randazzo si tiene la seconda processione della Settimana Santa, organizzata dalla confraternita di Maria Santissima Annunziata. Il corteo parte dalla chiesa dell’Annunziata e raggiunge la basilica minore di Santa Maria Assunta per far visita al Santissimo Sacramento, ascoltare la predica e ricevere la benedizione eucaristica, per poi fare ritorno alla chiesa di partenza.
A Trapani si svolge la processione della Madonna della Pietà, conosciuta popolarmente come dei Massari.

### Mercoledì Santo
A Caltanissetta, nella mattinata del Mercoledì Santo si svolge una solenne processione documentata sin dal XVI secolo: tutte le categorie artigianali attive sul territorio, un tempo parte della milizia urbana della città feudale, sfilano guidate dal loro capitano, al quale vengono simbolicamente consegnate le chiavi della città. Il corteo, con bandiere e insegne, rende onore al Santissimo Sacramento, portato in processione dal vescovo. Nel pomeriggio dello stesso giorno ha luogo una processione con diciannove piccoli simulacri, in passato portati a spalla da lavoranti e apprendisti. Nei giorni che precedono il Venerdì Santo, in molte località dell’isola si svolge anche la processione del «Cristo alla colonna».
A Castellammare del Golfo si tiene la sacra rappresentazione della Passione di Cristo, che parte dalla chiesa madre e percorre le vie del centro fino a concludersi all’arena delle Rose. La rappresentazione è narrata dal testo in dialetto siciliano Ecce Homo di Francesco Leone.
A Trapani ha luogo la processione della «Madre Pietà del Popolo», con una vara composta da un simulacro a doppia faccia: da un lato il volto della Madonna, dall’altro quello di Cristo.

### Giovedì Santo

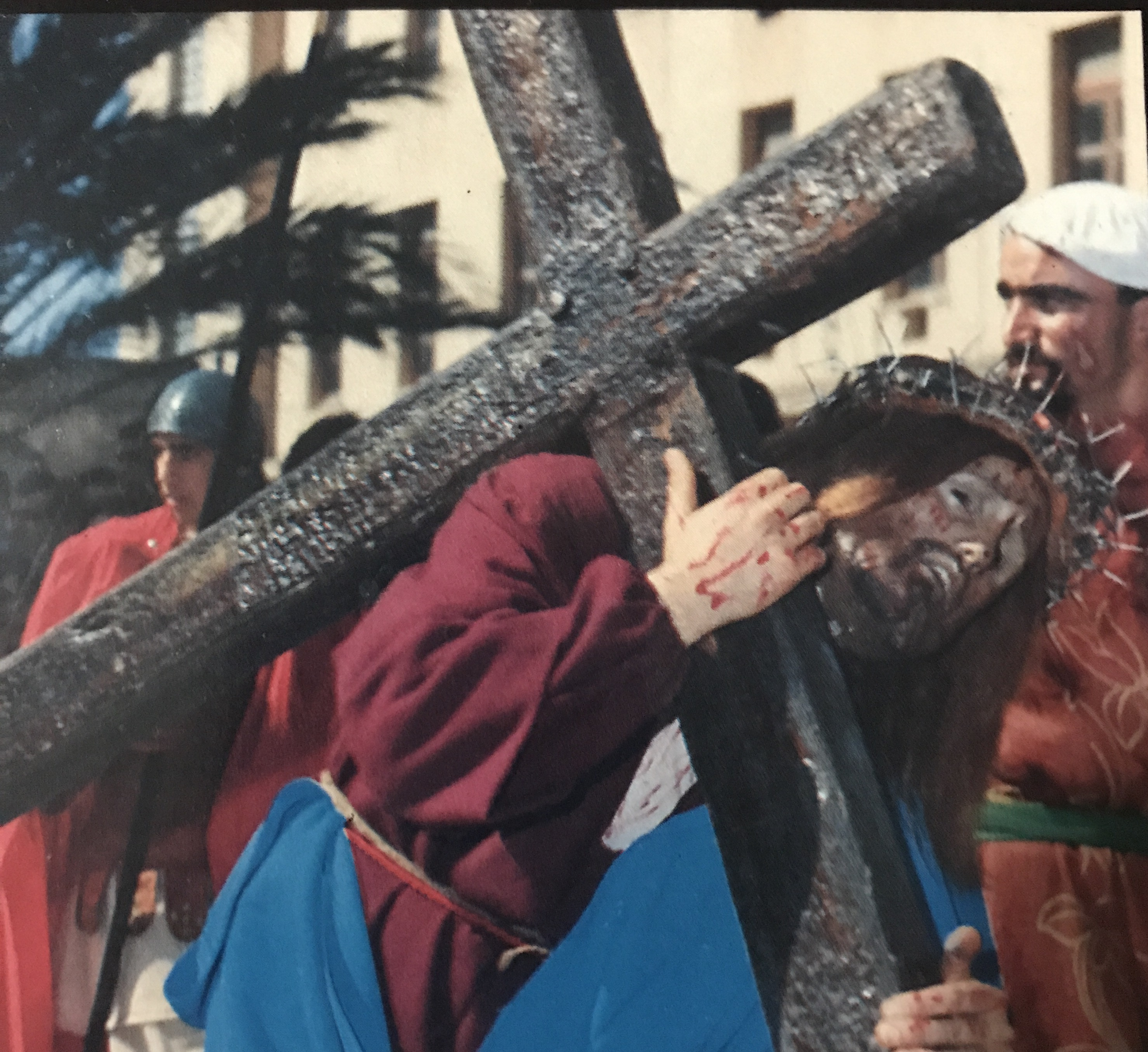
Foto d'epoca della Processione del Giovedì Santo di Marsala, che raffigura Gesù caricato della Croce sulla via del Calvario

I sepolcri sono allestimenti preparati all’interno delle chiese per l’adorazione a partire dal Giovedì Santo. Un elemento caratteristico è la presenza, sugli altari predisposti per l’occasione, di vasetti con germogli di grano fatti crescere al buio (i lavureddi, «piccole messi»), tradizione che alcuni studiosi fanno risalire a usanze elleniche. Le spighe verdi di grano compaiono anche in altri momenti delle celebrazioni religiose.
Nello stesso giorno si svolge la messa in Coena Domini, durante la quale ha luogo il rito della lavanda dei piedi agli apostoli, impersonati da anziani confratelli, e la rappresentazione dell’Ultima Cena.
A Caltanissetta il Giovedì Santo rappresenta il momento più noto della Settimana Santa locale. Le vie del centro si animano per la processione dei sedici gruppi sacri, detti Vare, che rievocano le stazioni della Via Crucis. Le opere, realizzate in gran parte dagli scultori napoletani Francesco e Vincenzo Biangardi nella seconda metà dell’Ottocento, accolgono figure a grandezza naturale e sono accompagnate ciascuna da una banda musicale; tutte le sedici bande suonano contemporaneamente durante il corteo. Le Vare, ornate di luci e fiori, sono seguite da cortei di devoti, rappresentanti del ceto dei proprietari, e da portatori di candele e fiaccole. La processione, dalle origini settecentesche ma nella forma attuale risalente all’epoca dello sviluppo dell’industria zolfifera, attira ogni anno un gran numero di visitatori.
A Castellammare del Golfo si svolge la firriata di li chiese, consistente nella visita dei sepolcri allestiti in tutte le chiese cittadine, effettuata a piedi.  
A Marsala ha luogo la Sacra Rappresentazione della Passione del Signore, una rappresentazione vivente della passione e morte di Gesù Cristo, considerata tra le processioni più antiche d’Italia.  
A Troina si allestiscono i sepolcri nelle parrocchie della città, meta di visite da parte dei fedeli. È tradizione concludere il percorso presso l’oratorio dei bianchi (SS. Sacramento), così chiamato per il colore delle mantelle della confraternita, che custodisce il simulacro della Madonna Addolorata e del Cristo morto, portati in processione il Venerdì Santo.

### Venerdì Santo

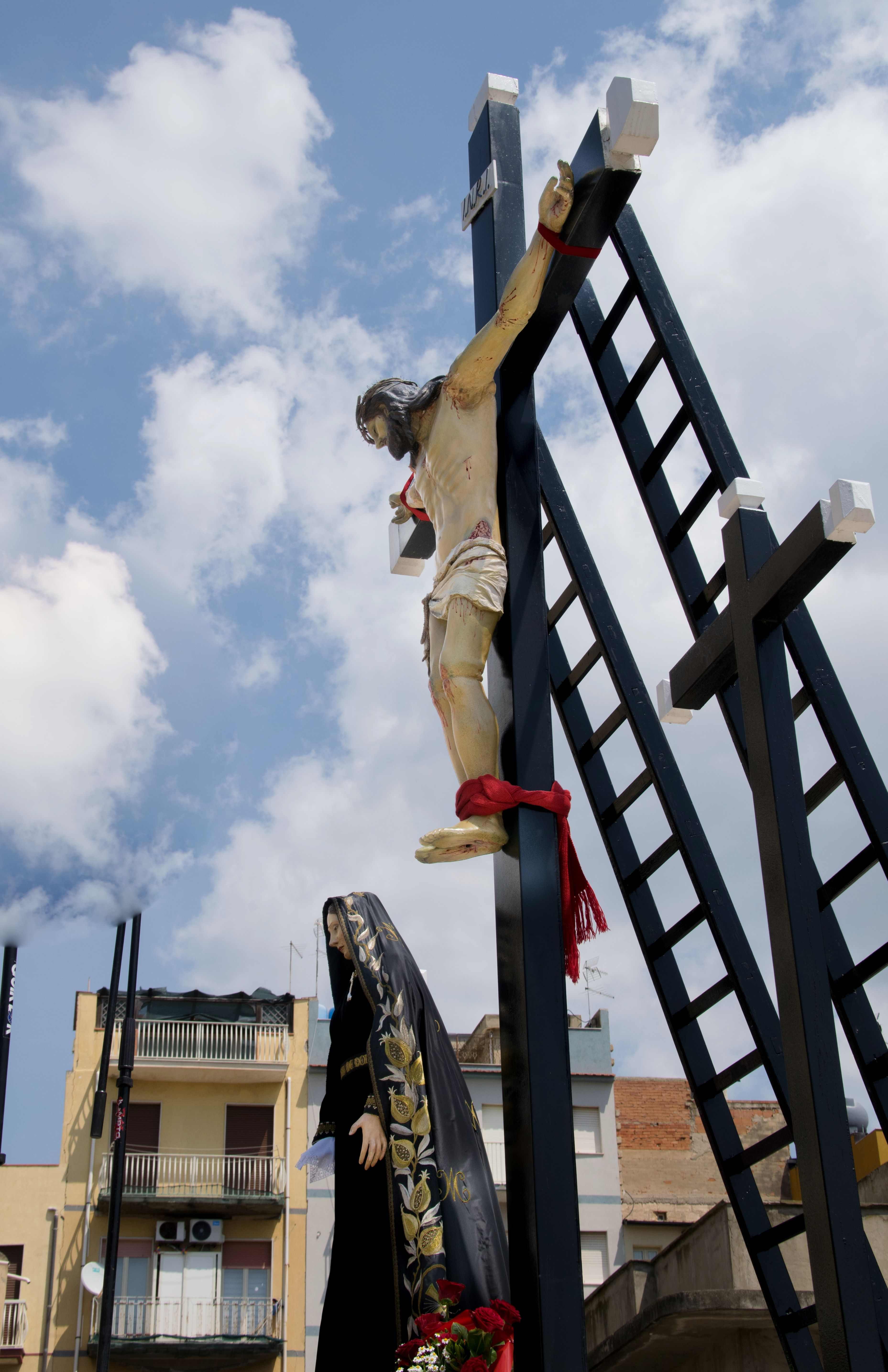
Gesù in Croce e Maria Addolorata a Gela (CL)

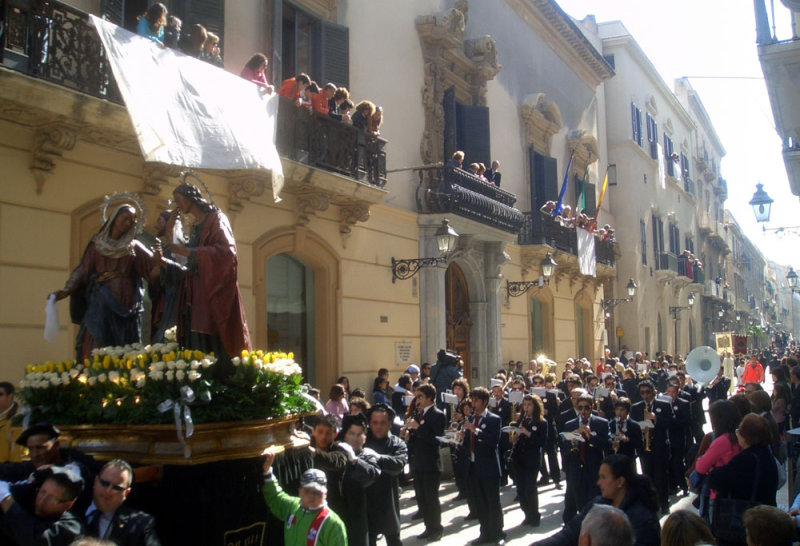
Uno dei 20 gruppi della Processione dei misteri di Trapani

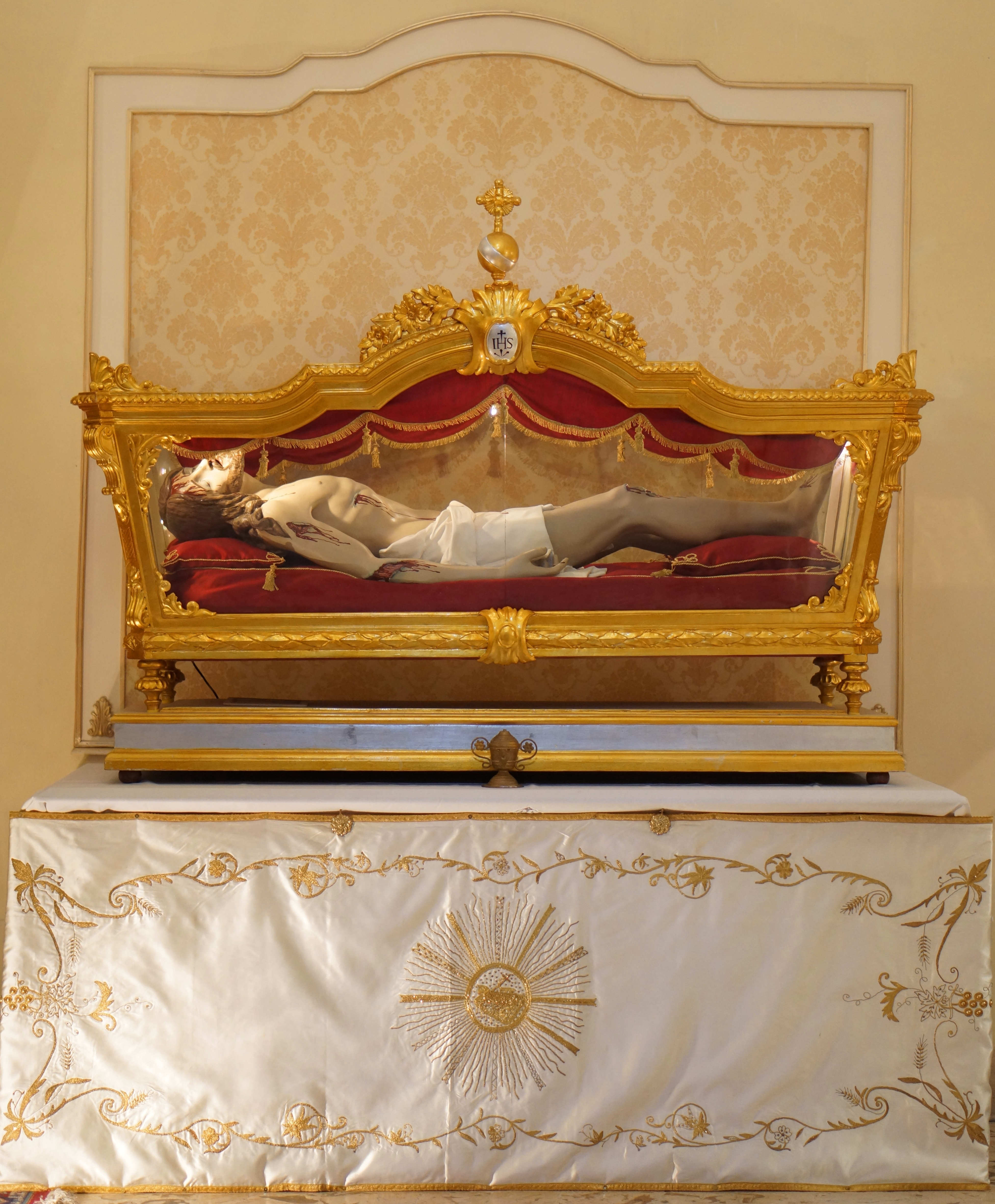
Il Cristo morto di Catenanuova (EN)

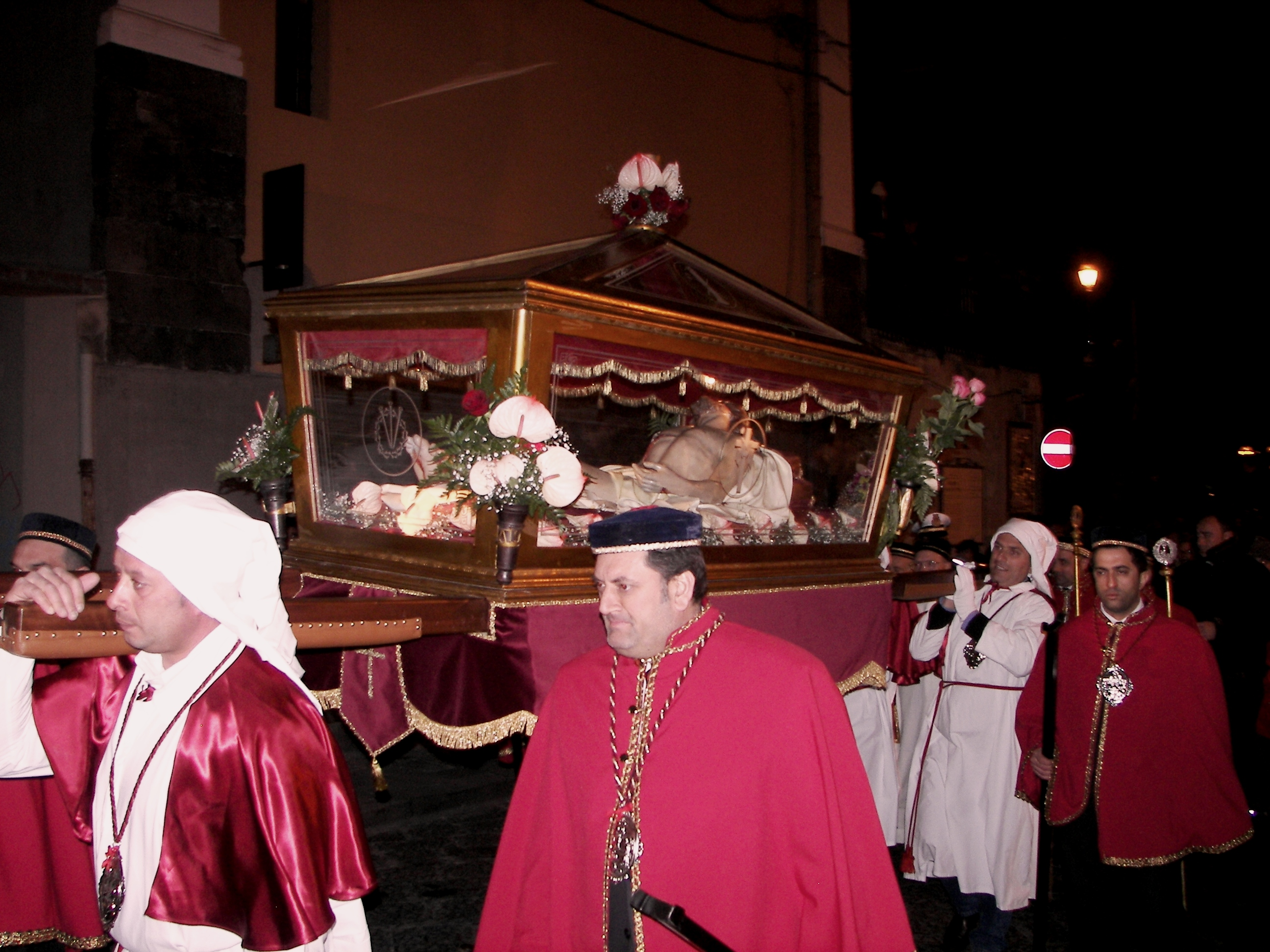
La processione del Venerdì santo a Santa Maria di Licodia (CT)

Il Venerdì Santo è caratterizzato in tutta la Sicilia dalla processione del Cristo morto. Oltre al crocifisso o al simulacro di Cristo adagiato su una lettiga o in un’urna di vetro (cataletto), la processione include spesso i Misteri — come l’Ecce Homo — e la statua della Madonna Addolorata.
In molte località, la processione è preceduta o seguita dalla Cerca, che si svolge quasi sempre il Venerdì Santo, generalmente al mattino. Essa prevede il simulacro della Madonna alla ricerca di Cristo, con esito talvolta infruttuoso, talvolta culminante nell’incontro con il Cristo morto (come a Cerda). In quest’ultimo caso la celebrazione è nota come Giunta (ad esempio a Licodia Eubea). In alcuni centri, come Cassaro, la Cerca si tiene il Sabato.
Tra gli elementi ricorrenti vi sono:
- i Misteri, statue lignee o in stucco che raffigurano vari momenti della Passione di Cristo (Gesù alla colonna della flagellazione, Gesù schernito, Ecce Homo, Gesù caricato della Croce, Gesù crocifisso, Gesù morto posto in una lettiga), portate in processione in diversi momenti della Settimana Santa (come a Ispica, Caltanissetta, Trapani, Biancavilla, Barcellona Pozzo di Gotto e molte altre località). In alcuni casi, come nelle processioni di Enna o nella processione del Mercoledì Santo di Assoro, i momenti della Passione sono rappresentati da oggetti simbolici (lancia, martello, corona di spine, ecc.).
- i crocifissi «snodabili», con arti mobili che permettono la rappresentazione della Crocifissione e della Deposizione. Questa tradizione, diffusa in tutta Italia nel Medioevo,[4] sopravvive in Sardegna e in alcuni centri siciliani (Avola, Corleone, Licodia Eubea, Biancavilla, Leonforte, Mussomeli, Gela, San Giovanni la Punta, Vittoria, Scicli).

Ad Acate è tradizione rappresentare i sette parti, sacra rievocazione della crocifissione di Gesù, diffusa anche a Vittoria dove, quasi ininterrottamente dal 1644, si svolge una processione che accompagna i simulacri della Madonna Addolorata e del Cristo sul cataletto fino al luogo della rappresentazione serale del Dramma Sacro (i Parti), su testo del marchese Alfonso Ricca (1791 – 1850).
A Caltanissetta la processione è incentrata su un crocifisso ligneo del XV secolo, noto come Cristo nero, oggetto di grande venerazione. È accompagnata da uomini scalzi in tunica viola che intonano antiche lamentanze in dialetto. Un tempo il gruppo dei ladanti era composto da raccoglitori di verdure selvatiche, mentre oggi vi partecipano fedeli di ogni estrazione sociale.
A Castellammare del Golfo, nel pomeriggio, dalla chiesa madre parte la processione della vara con il Cristo morto, seguita dalla Vergine Addolorata, accompagnata dal rosario recitato in dialetto castellammarese.
A Erice si tiene la processione della Via Crucis, che fino al 1856 era mista, con statue lignee e personaggi viventi, oggi composta da sei gruppi scultorei.
A Enna la Processione del Venerdì Santo inizia con l’urna del Cristo morto diretta al Duomo, seguita dalla Confraternita della Passione con i misteri e dal fercolo della Madonna Addolorata. Il corteo raggiunge il cimitero storico per la benedizione, per poi tornare in Duomo.
A Gela il simulacro in cartapesta del Cristo (XVIII secolo) viene issato sulla croce al Calvario e, al tramonto, deposto nell’urna per il rientro in processione fino alla chiesa madre, seguito dall’Addolorata e dal coro funebre U lamentu.
A Randazzo si tengono due processioni: la mattina con il simulacro del SS. Crocifisso in visita ai sepolcri della città (U Signuri chi spascia i saburchi), e la sera con la processione principale, nella quale i simulacri del Cristo crocifisso e della Madonna Addolorata sono portati da un centinaio di devoti in abito bianco, accompagnati da confraternite, banda musicale, colpi a cannone e moscatteria. Momenti significativi sono l’incontro in piazza San Giorgio e il passaggio davanti alla basilica minore di Santa Maria Assunta.
A Trapani, da oltre 400 anni, si svolge la processione dei Misteri, di origine spagnola e simile a quelle andaluse, composta da venti gruppi sacri. Considerata una delle più lunghe manifestazioni religiose italiane, dura oltre ventiquattro ore, partendo dalla chiesa delle Anime del Purgatorio e percorrendo le vie cittadine fino alla mattina del Sabato Santo.
A Troina la processione serale parte dall’oratorio del SS. Sacramento della cattedrale e vi fa ritorno in tarda serata. Vi partecipano la confraternita del SS. Salvatore, portatori e portatrici dei simulacri del Cristo morto e della Madonna Addolorata, accompagnati dalla banda musicale. Lungo il percorso, sui sagrati delle chiese, vengono allestiti altarini; la processione si apre e si chiude con l’omelia dell’arciprete.

### Sabato Santo
A Randazzo, l’ultima processione della Settimana Santa si svolge nella mattinata del Sabato Santo. Dalla chiesa di San Nicola parte la processione del Cristo morto, conosciuta come U Signuri ndo catalettu. Il corteo percorre tutte le chiese della città e il simulacro è preceduto da bambini e ragazzi in abiti d’epoca che rappresentano personaggi legati alla vita di Gesù.

### Domenica di Risurrezione

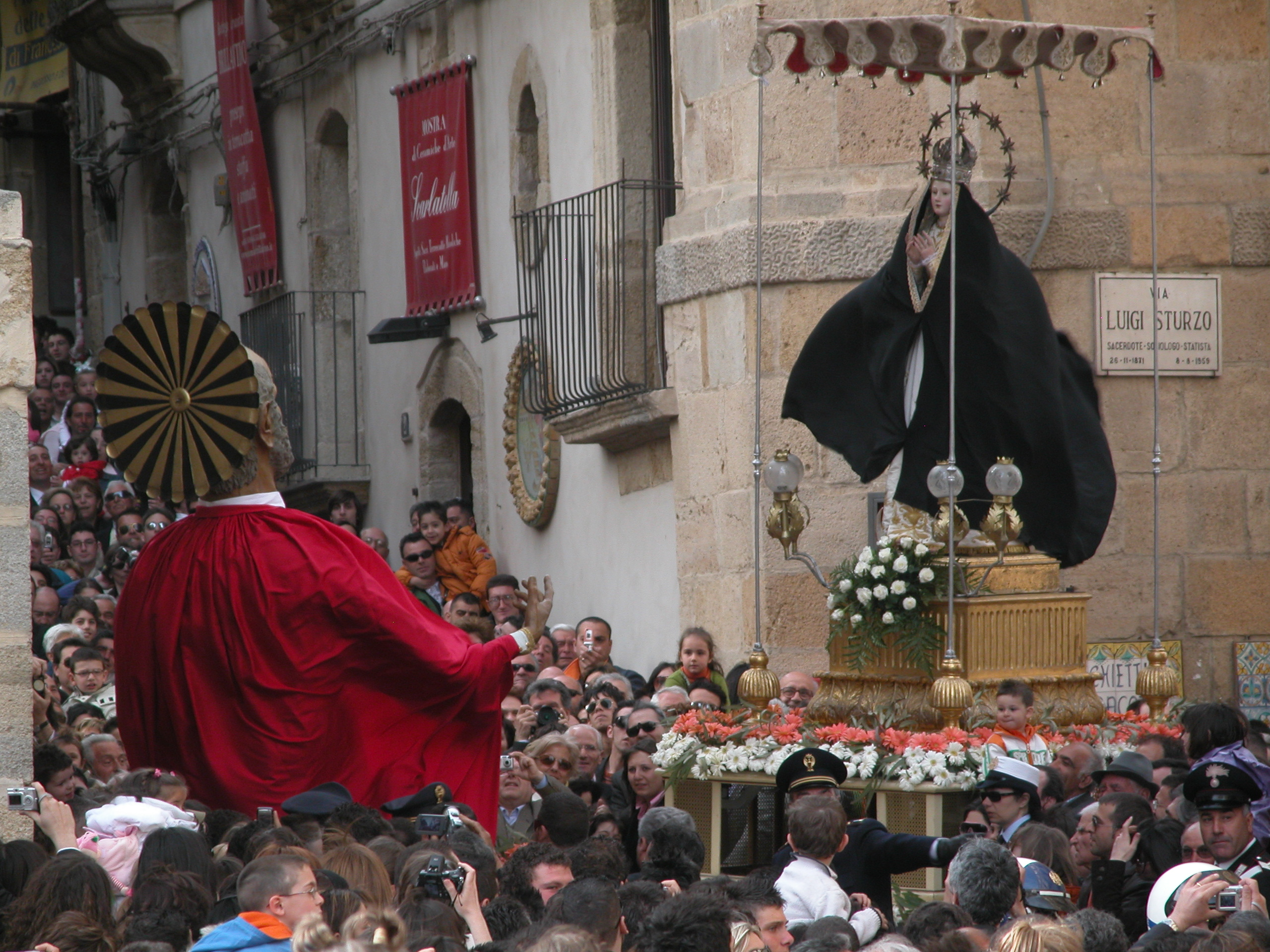
a Junta di Caltagirone (CT)

In molte località della Sicilia si svolge la processione dell’«Incontro», nota con diverse denominazioni: u Scontru (Cassaro), u 'Ncontru (Ribera), u ’Ncuontru (Petralia Sottana, Motta d'Affermo, Valledolmo), a Giunta (Aidone), a Junta (Caltagirone), a Paci (Biancavilla, Comiso). La celebrazione, che inizia generalmente alle prime ore del mattino di Pasqua, prevede che la statua della Madonna percorra un lungo itinerario alla ricerca del Figlio risorto. L’incontro tra le due statue avviene spesso dopo un percorso cerimoniale, talvolta con una trasformazione immediata del simulacro mariano o del suo manto (come a Ribera, Alcara li Fusi e Modica) o con il volo di colombe (come ad Aragona), a simboleggiare la rinascita. Tradizioni analoghe sono documentate anche in Calabria, dove l’evento è noto come affruntata o cumprunta. L’origine del rito è probabilmente legata alle sacre rappresentazioni del Quattrocento. In alcune varianti, il simulacro della Madonna si china verso Cristo o è dotato di braccia mobili per impartire la benedizione.
Un’altra tradizione diffusa è l’incoronazione della Vergine Addolorata: la sera di Pasqua, alla statua viene rimessa la corona, tolta il Venerdì Santo come segno di lutto per la morte del Figlio (Corleone).
A Trapani, la statua del Cristo risorto parte dalla chiesa del Purgatorio per raggiungere in processione la cattedrale, dove viene celebrato il solenne pontificale pasquale.
A Troina, nella mattina di Pasqua, si svolge l’Ncuontru, la processione del Cristo risorto e della Madonna Santissima di Pasqua, alla quale partecipano le tre confraternite storiche della città (San Silvestro, monaco basiliano, San Giuseppe e Maria Santissima Annunziata). Dopo i rispettivi raduni nelle chiese di appartenenza, le confraternite si recano alla chiesa di Santa Lucia, dove si tiene il saluto al Cristo risorto. La statua mariana parte invece dalla chiesa di San Nicolò a Scalforio e le due processioni si incontrano in piazza Conte Ruggero, davanti alla cattedrale, tra il suono delle campane e dei tamburi e gli applausi dei presenti. Dopo un’omelia dell’arciprete, i due simulacri vengono portati insieme alla chiesa di Santa Lucia. La domenica successiva (Domenica in albis) si svolge la processione dell’ottava di Pasqua, con il rientro della Madonna Santissima di Pasqua alla chiesa di San Nicolò a Scalforio.
A Scicli, culmine della Settimana Santa è la festa dell’«Uomo Vivo». La prima attestazione documentaria risale al 16 aprile 1688, con un decreto episcopale che autorizzava la processione del Cristo risorto dalla chiesa di Santa Maria la Piazza a quella di Santa Maria La Nova. La celebrazione si apre con la processione del Venerabile, un ostensorio portato da un sacerdote sotto un baldacchino, accompagnato dallo stendardo u Stunnardu, in seta azzurra con una stella dorata. Il momento culminante avviene intorno alle 13:00, quando la statua dell’Uomo Vivo, realizzata nel 1796 dallo scultore catanese Francesco Pastore, viene sollevata e portata in processione tra petali di fiori, fuochi d’artificio, scampanio e canti di gioia, da cui deriva l’appellativo «il Gioia». Il percorso prevede anche la tappa al piano del Cònsolo, dove avviene lo sparo di mortari, detto u pittimu, e si conclude in piazza Busacca. Nel pomeriggio la statua viene nuovamente portata in processione e, al rientro, esposta alla venerazione dei fedeli. La festa ha subito due interruzioni storiche: dal 1694 al 1796, probabilmente a causa della distruzione del simulacro nel Terremoto del Val di Noto del 1693, e dal 1818 al 1835, per la ricostruzione della chiesa di Santa Maria La Nova.

### Altri elementi ricorrenti

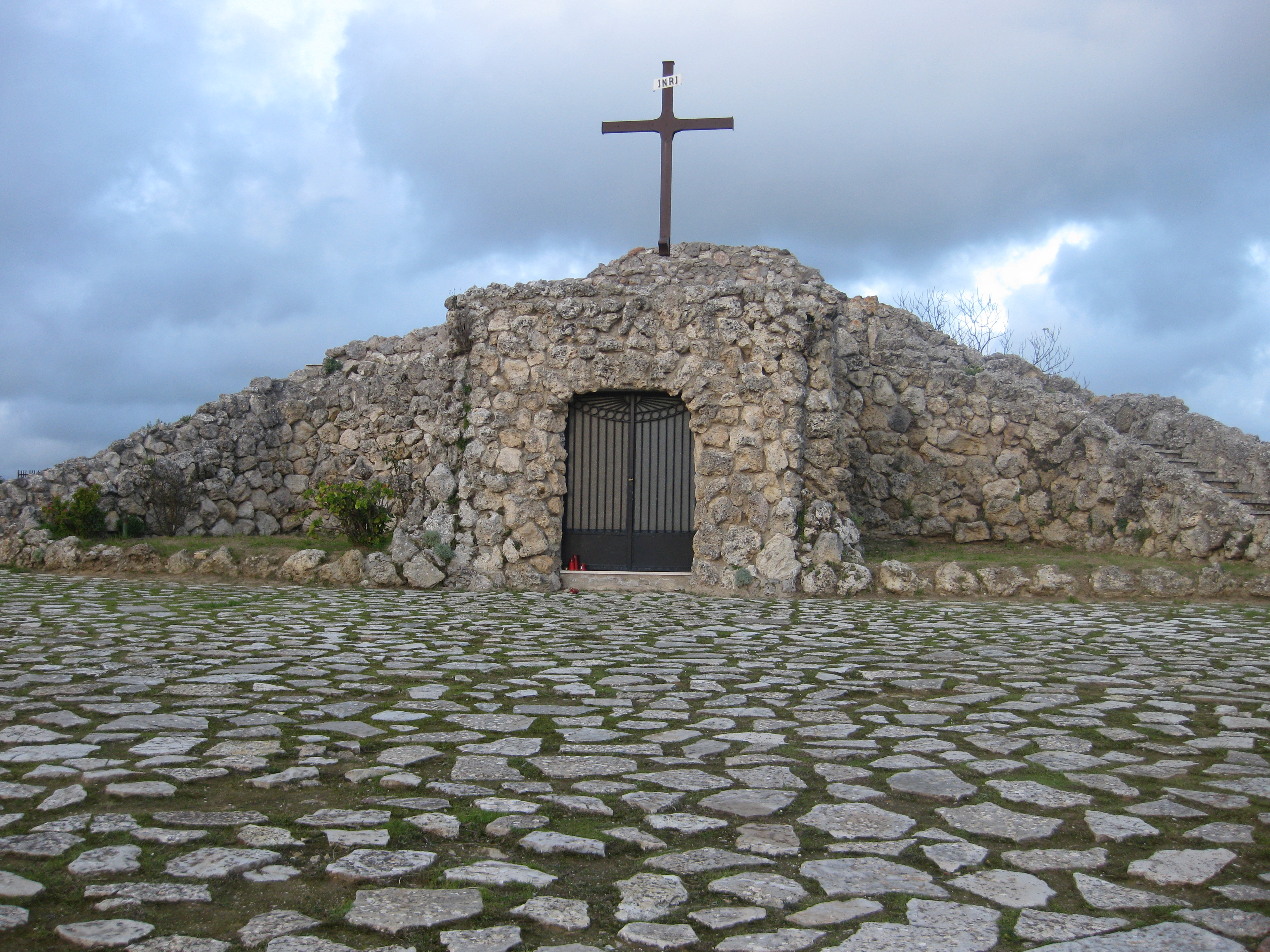
Il Calvario di Cianciana (AG)

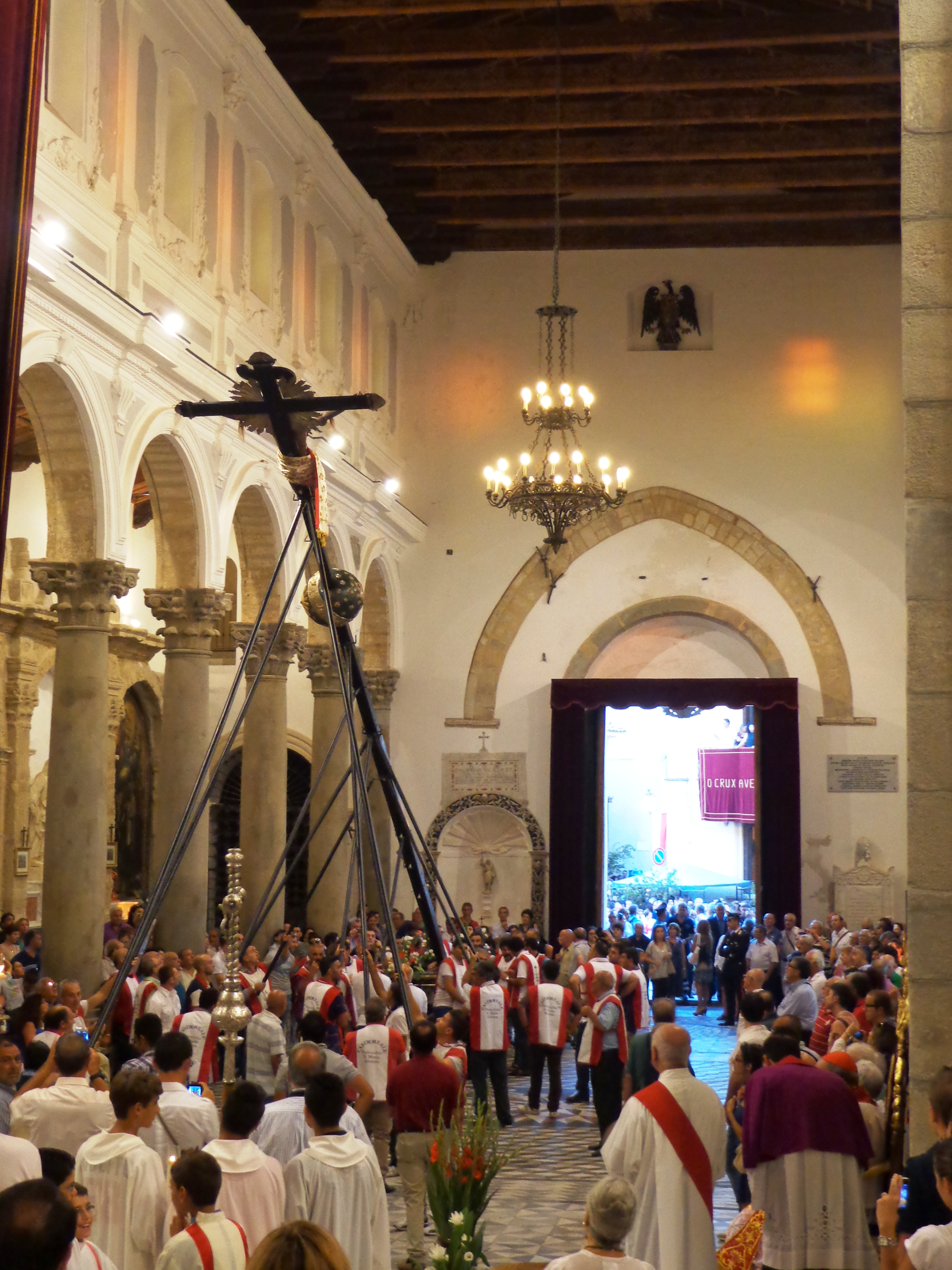
Il Cristo Lungo di Castroreale (ME)

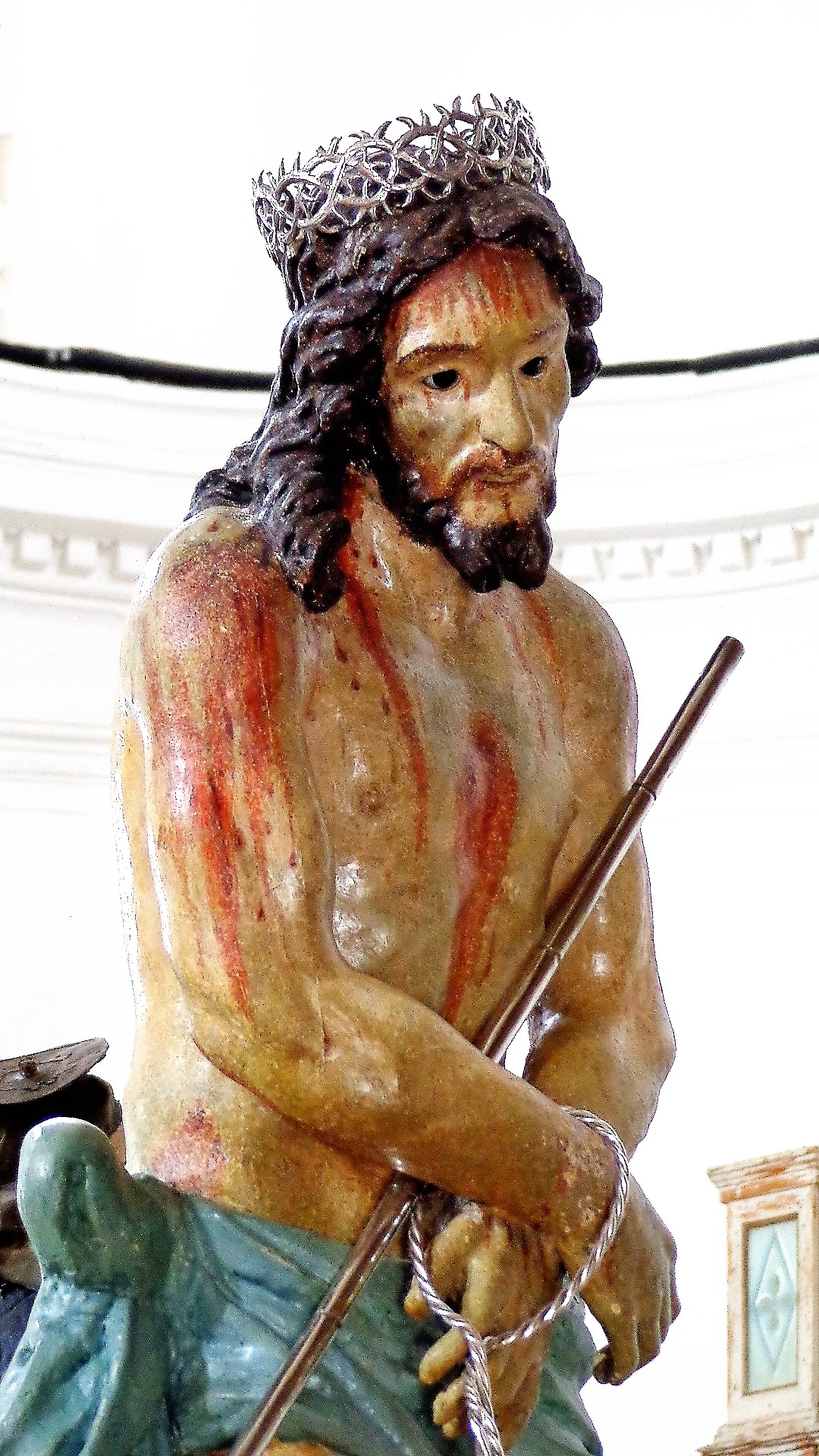
L'Ecce Homo di Castroreale (ME)

#### Calvari
Alcuni riti della Settimana Santa in Sicilia fanno tappa o si svolgono presso il Calvario, luogo sacro all’aperto, solitamente situato in posizione elevata (come a Ventimiglia di Sicilia), su un’altura (Alcara li Fusi, Corleone, Motta d'Affermo) o in un’area panoramica adiacente al centro abitato. Tali luoghi sono caratterizzati da un recinto sacro, una lunga gradinata, una croce e un altare in muratura, oppure una piccola cappella (Centuripe). Il Calvario rappresenta la trasposizione simbolica del Golgota, luogo della crocifissione di Cristo, e si ricollega alla tradizione dei Sacri Monti diffusa nell’Italia settentrionale e in alcune aree dell’Europa centrale. I calvari siciliani, tuttavia, si distinguono per l’assenza di complessi monumentali, configurandosi come santuari extraurbani o spazi recintati che fungono da vere e proprie «chiese all’aperto», in continuità con la tradizione iberica e, forse, con più antiche consuetudini del Mediterraneo.

#### Confraternite
Molte celebrazioni della Settimana Santa in Sicilia sono organizzate e curate dalle confraternite locali. I confratelli prendono parte ai cortei indossando il tradizionale abito penitenziale, composto da tonaca e cappuccio, spesso indicato con il termine dialettale babbalucco.

#### Celebrazioni antagoniste
In diversi centri siciliani si osservano forme di rivalità o di emulazione tra gruppi partecipanti alle celebrazioni, distinti per appartenenza confraternale o per collocazione urbana. In alcune località, come Comiso, la contrapposizione era storicamente tra i nunziatari (fedeli della chiesa dell’Annunziata) e i matrichisiari (fedeli della chiesa madre o dell’Immacolata); il giorno di Pasqua, durante la «processione della pace» organizzata dai primi, tale rivalità sfociava talvolta in scontri o provocazioni. A Ispica, due processioni distinte e «antagoniste» si svolgono rispettivamente il Giovedì Santo e il Venerdì Santo: la prima è la festa dei cavàri, che portano in processione il «Cristo alla Colonna» (u Patri a culonna), la seconda è quella dei nunziatari, dedicata al «Cristo con la Croce» (u Patri a Cruci).

#### Sampauluna
In alcune aree della Sicilia meridionale compaiono, durante le processioni della Settimana Santa, simulacri di santi diversi da quelli legati alla Passione, spesso in forma di figure giganti. Tali statue, note localmente come santuna (Aidone) o sanpauluna (San Cataldo), sono particolarmente frequenti nelle processioni dell’«Incontro» e rappresentano soprattutto gli apostoli (Aidone, Barrafranca, San Cataldo, Monterosso), ma anche solo San Pietro (Caltagirone), San Pietro e San Paolo (Aragona), San Giovanni Evangelista, o San Michele Arcangelo (nell’agrigentino). In alcuni casi, come a Riesi, tali figure sono state abolite per decisione ecclesiastica, poiché ritenute di carattere carnevalesco e poco consono alla liturgia. L’origine dei giganti è ricondotta sia a miti mediterranei di epoca precristiana, sia a tradizioni processionali presenti in Spagna e nelle Fiandre, territori con i quali la Sicilia intrattenne intensi rapporti culturali.

#### Rappresentazioni
In vari centri siciliani sopravvivono forme di rappresentazione teatrale della Passione di Cristo, probabilmente derivate dalle sacre rappresentazioni medievali, diffuse nell’isola tra il XIV e il XV secolo. A Barrafranca, ad esempio, A Vasacra mette in scena la Passione e la Morte di Gesù in diversi punti della città, con scenografie appositamente allestite. A Ispica si svolge, l’ultimo venerdì di Quaresima, una via crucis vivente presso la basilica della Santissima Annunziata, che ripercorre i momenti salienti della Passione.

## Simbologie

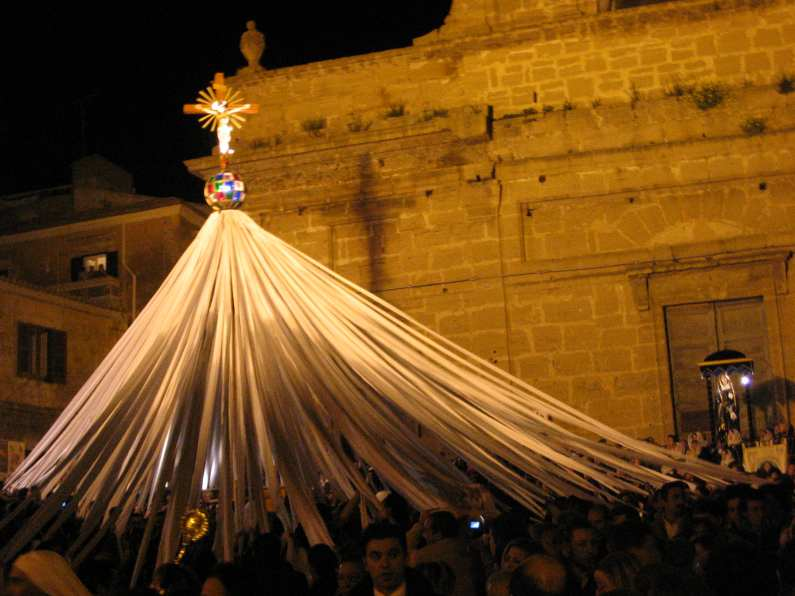
Lu Signuri di li Fasci di Pietraperzia (EN)

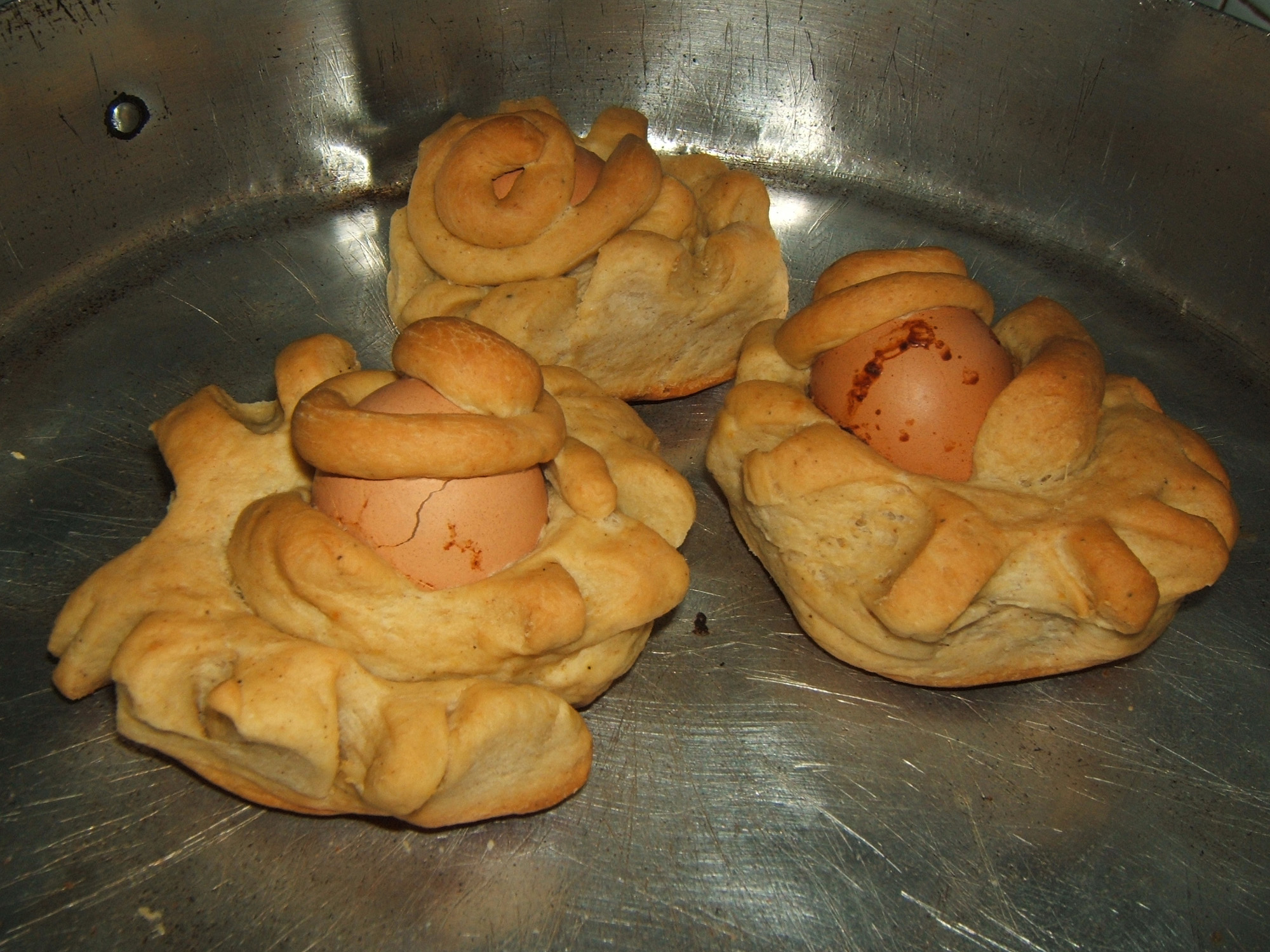
Le Cuddure

I riti pasquali siciliani sono comunemente ricondotti a un’influenza spagnola, dovuta al lungo periodo di dominazione spagnola, analogamente a quanto avvenuto in Sardegna e ben presente nella società isolana del XVII secolo. Tuttavia, è possibile riscontrare numerose somiglianze anche con le tradizioni di altre regioni meridionali italiane, come Calabria e Puglia.
Alle componenti religiose prevalenti di carattere penitenziale, tipiche della religiosità seicentesca, si affiancano — sebbene in alcuni casi con crescente difficoltà di sopravvivenza — elementi più antichi, appartenenti a un’area culturale più vasta rispetto ai soli confini isolani. Nel contesto della complessa storia della Sicilia sono state identificate tradizioni riconducibili a diversi periodi:
- Tradizioni medievali: tra cui le sacre rappresentazioni e le cosiddette «diavolate».
- Tradizioni della Chiesa ortodossa: retaggio dell’adesione della religiosità isolana al cristianesimo orientale prima del Medioevo, sopravvissute sino a oggi nelle comunità Arbëreshë che praticano il rito greco-ortodosso. In particolare, la comunità di Piana degli Albanesi, che conserva lingua, tradizioni e costumi albanesi, si distingue per le celebrazioni liturgiche in lingua greca e lingua albanese. Le manifestazioni, solenni e ricche di simbolismi, culminano nella Java e Madhe (Settimana Santa). Tra le tradizioni culinarie tipiche vi sono: il Panaret, dolce di pasta frolla a forma di cesto con manico; il Verdhët, una sorta di torta; e le Vetë të kuqe, uova rosse tipiche anche delle comunità ortodosse greche, ricche di simboli legati alla vita, alla fertilità e alla Resurrezione.
- Tradizioni della religiosità popolare greca: i «lavureddi» di grano germogliato al buio, esposti nei «Sepolcri» del Giovedì santo, sono stati associati agli antichi «giardini di Adone», elementi del culto pagano del dio morto e risorto. Analogamente, la processione della «cerca» è stata paragonata a riti nei quali Afrodite ricerca lo sposo/figlio Adone.
- Tradizioni pre-cristiane di rinascita primaverile: elementi simbolici legati al rinnovamento stagionale, comuni a tutto il mondo cattolico, in cui il cristianesimo primitivo sovrappose la celebrazione pasquale a riti pagani di rigenerazione. Tra questi: il consumo di fave verdi (Biancavilla, Bronte, Isnello); l’uso di fronde di alloro (Caltavuturo, Cammarata, Naso, Caltabellotta, Forza d'Agrò), arancio (Terrasini) e mirto portati in processione; archi addobbati con elementi vegetali (San Biagio Platani); alberi simbolici innalzati (Terrasini); pertiche rituali (Pietraperzia, Ribera); maschere tradizionali (San Fratello, Prizzi); dolci tipici; torce (Alimena, Caltanissetta, Ferla) e falò (Leonforte, Sortino).[14][15] L’uso di elementi vegetali è chiaramente derivato da riti di fertilità e di rigenerazione primaverile preesistenti al cristianesimo, interpretando la Pasqua come rigenerazione periodica dell’anno e della natura, attraverso la rappresentazione simbolica del Dio salvatore che muore e rinasce, sconfiggendo la morte e garantendo la rinascita individuale, il rinnovamento naturale e l’abbondanza del raccolto.

## Canti
In diversi centri minori della Sicilia — tra cui Montedoro, Capizzi, Assoro, Leonforte, Cerami, Tusa, Delia, Alcara li Fusi e Longi — sopravvive, seppure con crescente difficoltà, una tradizione di musica polivocale. Essa si manifesta in un repertorio di canti tradizionali eseguiti senza accompagnamento strumentale, basati sull’accordo tra le diverse voci dei cantori, che si sovrappongono nell’esecuzione. Tale modalità di canto presenta affinità con la tradizione polivocale sarda — maggiormente conservata e valorizzata — e con quella andalusa.
Il repertorio copre un’ampia gamma di brani eseguiti in varie occasioni dell’anno, ma assume particolare rilievo quello legato alla Settimana Santa.
Un ruolo di particolare importanza all’interno dei canti pasquali è rivestito dalle lamentanze, inni di dolore in latino o in dialetto, eseguiti da gruppi di giovani cantori, da anziani o da membri delle confraternite. Esempi significativi di questa tradizione si ritrovano a Enna, Caltanissetta e Bivona.

## Velatioe tele della Passione

Tela della Passione nel Duomo di Palermo
Rudolf Zinggeler – fotografia, 1930

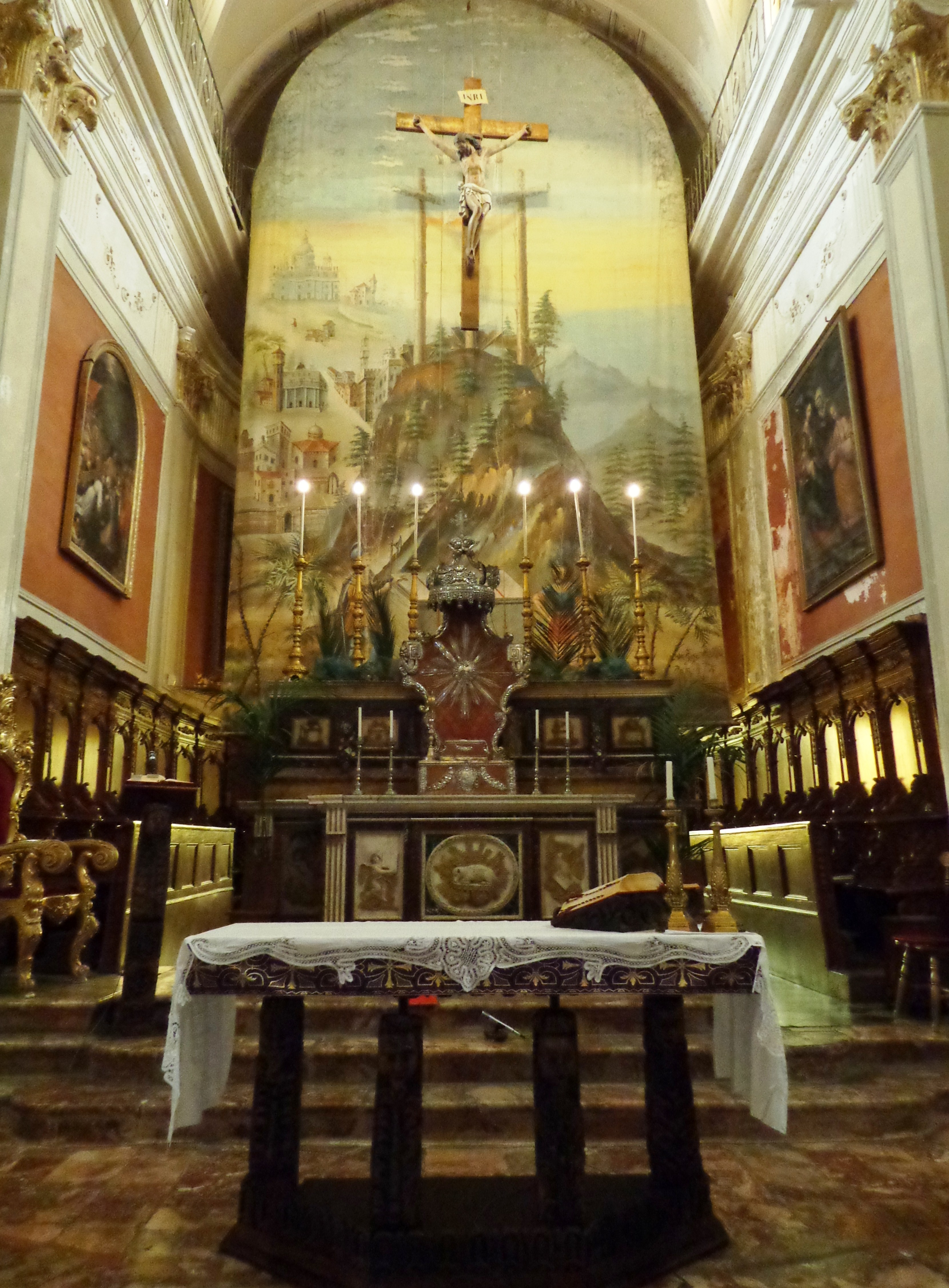
A tila del Duomo di Santa Maria Assunta di Novara di Sicilia (ME)

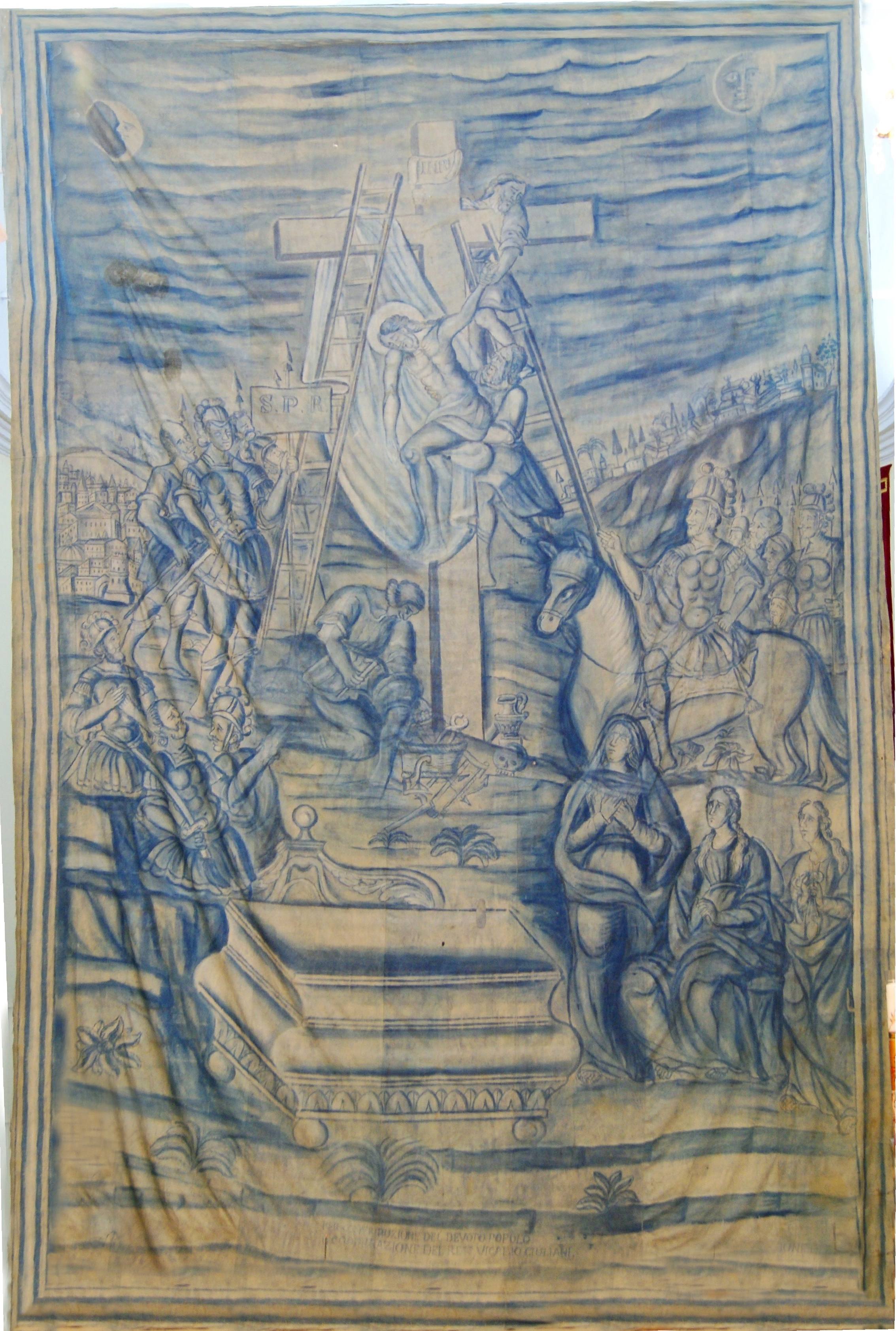
A taledda della Chiesa San Giuseppe di Catenanuova (EN)

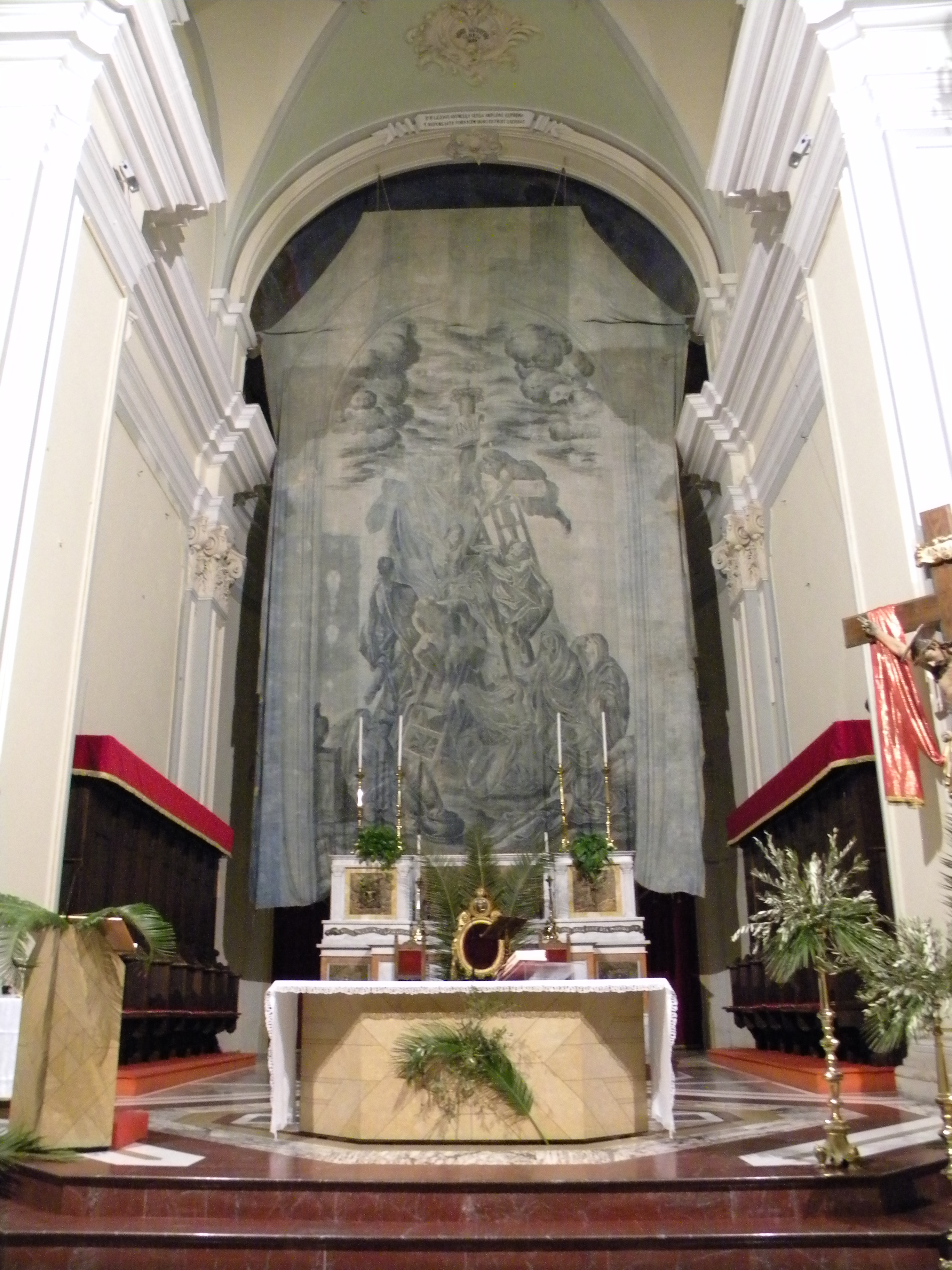
A tila della chiesa madre di San Nicolò e del Santissimo Salvatore di Militello in Val di Catania (CT)

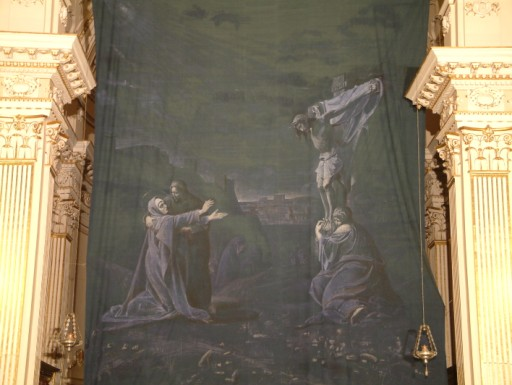
a Tila del 1896 della Crocefissione di Cristo nella chiesa di Santa Maria Immacolata di Belpasso (CT)

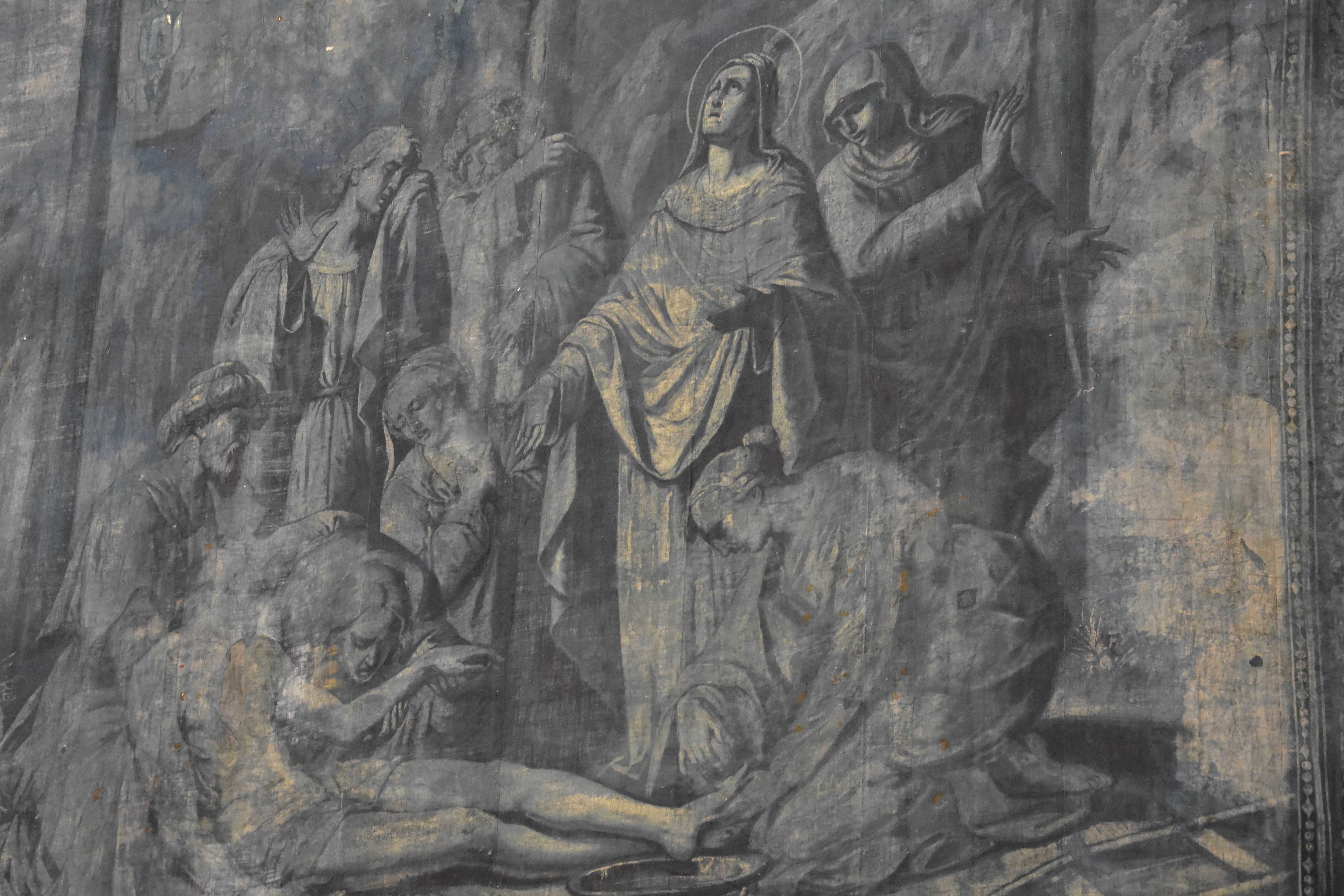
a tila della chiesa Sant'Ignazio all'Olivella a Palermo

Â calata 'a tila (la Tela della Passione) è un rito tradizionale che consiste nell’improvviso disvelamento del presbiterio durante la Veglia Pasquale della notte di Pasqua, al momento del pronunciamento del Gloria. Il gesto simboleggia e rappresenta in forma figurata la Resurrezione di Cristo.

### Documentazioni storiche
Il rito della Tela della Passione si svolgeva a:
- cattedrale metropolitana della Santa Vergine Maria Assunta:
  - 1550 circa, Tela della Passione dipinta da Vincenzo degli Azani;
  - 1682, Tela della Passione dipinta da Antonio Grano.

Nel 1816 sono documentati i riti della Tela a Palermo nelle chiese:
- chiesa di San Nicolò da Tolentino
- chiesa di Santa Maria degli Angeli, detta la «Gancia»

### Documentazioni moderne
Il rito della Tela della Passione si svolge a:
Libero consorzio comunale di Caltanissetta
- chiesa delle Anime del Purgatorio di Niscemi.
- chiesa Ss. Maria D'Itria (chiesa madre) di Niscemi.

Città metropolitana di Catania
- Arcipretura - chiesa madre di San Nicola di Bari di Trecastagni.
- basilica di Santa Caterina e chiesa di Sant'Antonio di Pedara.
- cattedrale di Maria Santissima Annunziata di Acireale.
- chiesa di Maria Santissima del Rosario e San Rocco a Trappeto, San Giovanni la Punta.
- chiesa di San Bonaventura di Caltagirone.
- chiesa di San Giovanni Battista di San Giovanni la Punta.
- chiesa di Santa Maria Annunziata di Biancavilla.
- chiesa di Santa Maria Assunta di Adrano.
- chiesa di Santa Maria Immacolata di Belpasso.
- chiesa di Santa Margherita di Licodia Eubea.
- chiesa matrice dello Spirito Santo di Nicolosi.
- duomo di San Nicolò e del Santissimo Salvatore di Militello in Val di Catania.
- parrocchia Immacolata Concezione di Cannizzaro.
- parrocchia Sant'Antonio Abate di Aci Sant'Antonio.

Libero consorzio comunale di Enna
- basilica di San Leone di Assoro.
- cattedrale di Maria Santissima delle Vittorie di Piazza Armerina.
- chiesa di Maria Santissima della Purificazione di Barrafranca.
- chiesa di San Bonaventura di Enna.
- chiesa di San Giuseppe di Catenanuova.
- duomo dell'Immacolata Concezione di Centuripe.

Città metropolitana di Messina
- chiesa di Maria Santissima Assunta a Tusa.
- chiesa di Santa Lucia di Mistretta.
- duomo di Santa Maria Assunta di Novara di Sicilia.

Città metropolitana di Palermo
- basilica di Maria Santissima Assunta di Petralia Sottana.
- basilica di Sant'Agata di Montemaggiore Belsito.
- cattedrale metropolitana della Santa Vergine Maria Assunta di Palermo.
- chiesa della Santissima Trinità di Villafrati.
- chiesa di Maria Santissima dell'Assunta delle Carmelitane Scalze di Palermo.
- chiesa di San Calogero di Petralia Sottana.
- chiesa di San Domenico di Palermo.
- chiesa di San Francesco di Misilmeri.
- chiesa di San Francesco d'Assisi di Palermo.
- chiesa di San Giorgio in Kemonia (San Giuseppe Cafasso) di Palermo.
- chiesa di Sant'Antonio Abate di Palermo.
- chiesa di Sant'Ignazio all'Olivella di Palermo.
- chiesa di Sant'Ippolito di Palermo.
- chiesa di Santa Caterina d'Alessandria di Palermo.
- chiesa di Santa Maria Maddalena di Ciminna.
- chiesa di San Stanislao Kostka (custodita al Museo diocesano) di Palermo.
- duomo dei Santi Apostoli Pietro e Paolo di Petralia Soprana.

Libero consorzio comunale di Ragusa
- basilica di Maria Santissima Annunziata di Comiso.
- basilica di San Giovanni Battista di Vittoria.
- cattedrale di San Giorgio di Ragusa Ibla.
- chiesa di San Giovanni Battista di Ragusa.
- chiesa di Santa Maria delle Stelle di Comiso.

Libero consorzio comunale di Siracusa
- chiesa dei Cappuccini di Augusta, sospesa dal 1928.
- chiesa del Carmine di Augusta, sospesa dal 1928 e ripristinata nel 2018.
- chiesa Madre (San Giacomo Maggiore Apostolo) di Ferla, ripristinata nel 2011.
- chiesa di Santa Maria Maddalena di Buccheri.
- duomo di San Nicolò Vescovo di Melilli.
- duomo di Santa Maria Assunta di Augusta, sospesa dal 1928.

Libero consorzio comunale di Trapani
- basilica di Santa Maria Assunta di Alcamo.
- chiesa madre del Santissimo Salvatore di Partanna.
- chiesa madre Santuario di Maria Santissima del Soccorso di Castellammare del Golfo.

## La Settimana Santa nelle varie località

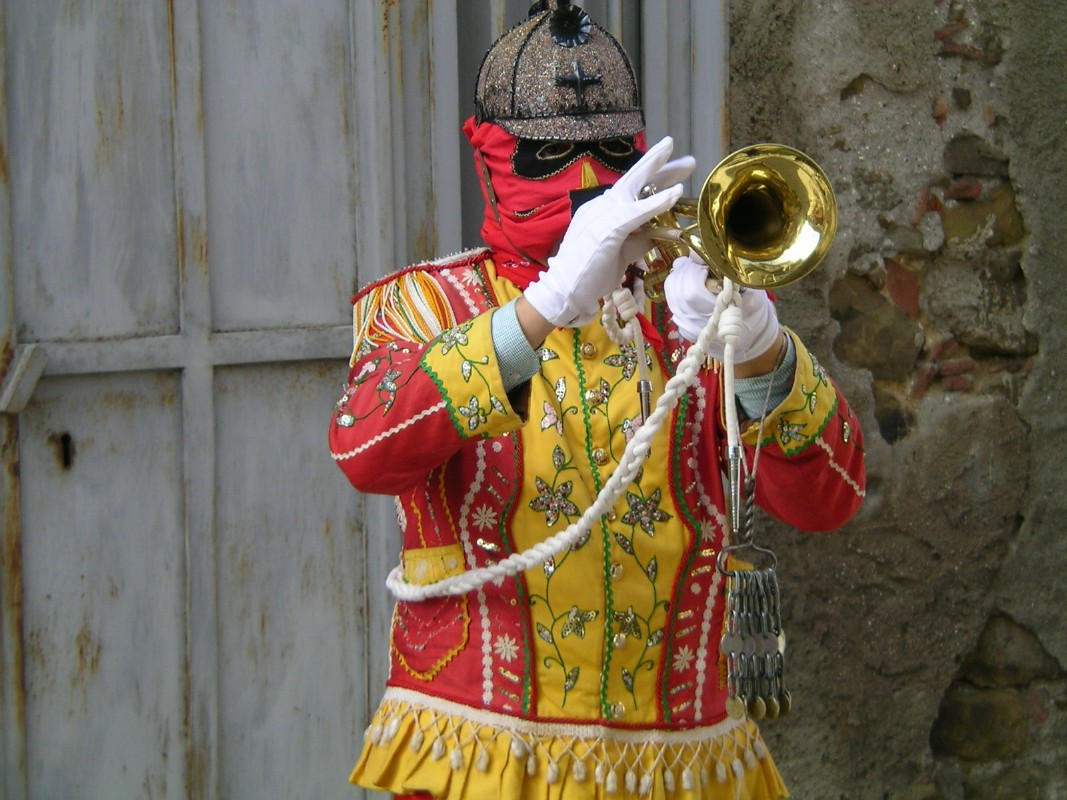
Un "Giudeo" di San Fratello

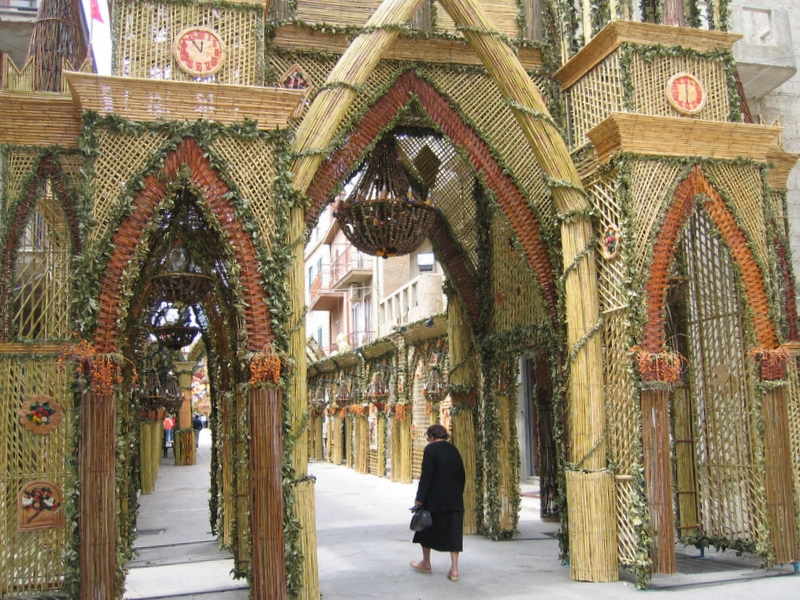
La preparazione degli Archi di Pasqua di San Biagio Platani

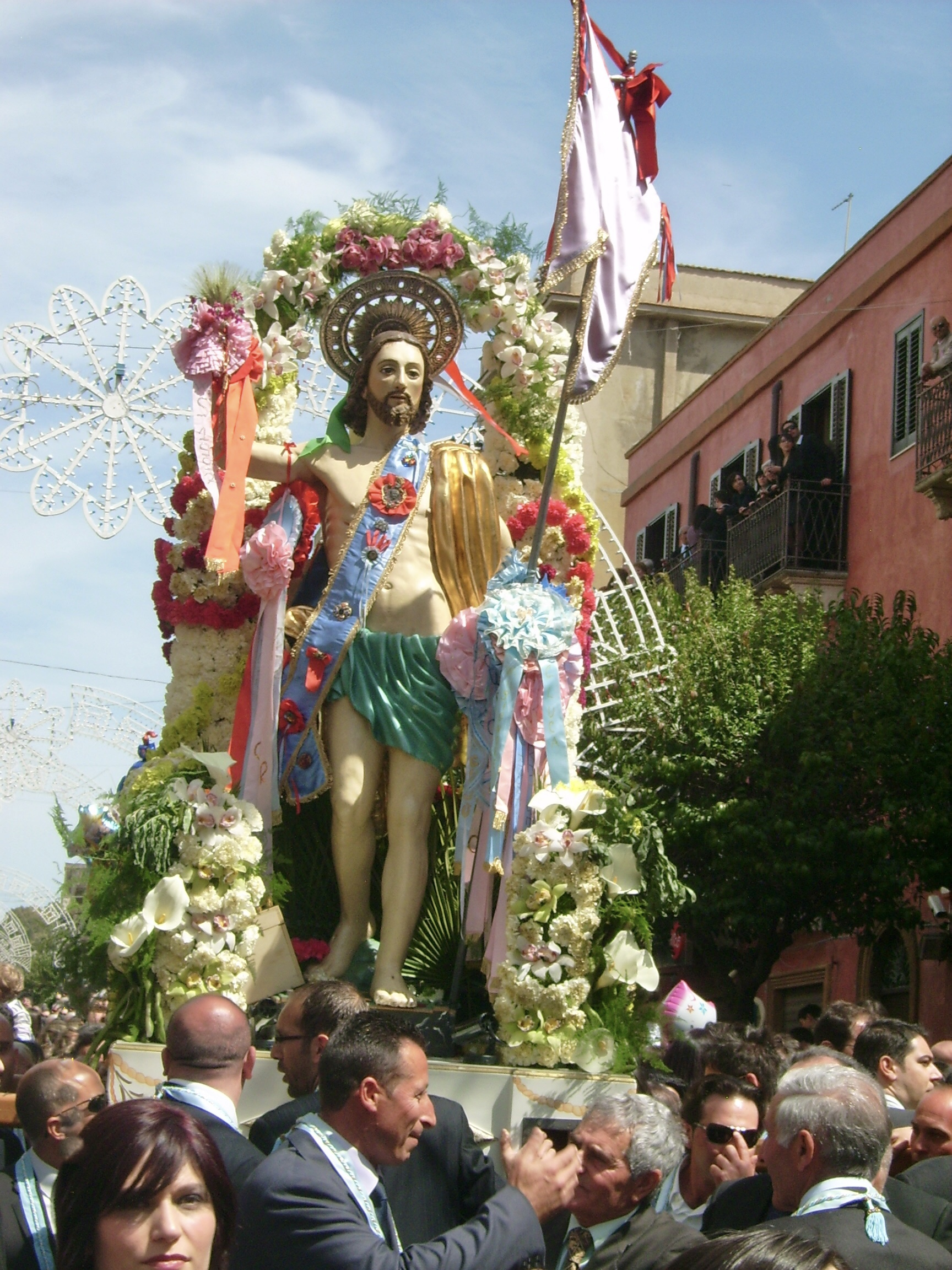
Pasqua a Ribera

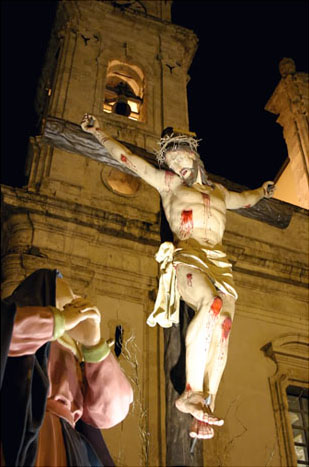
Giovedì santo a Caltanissetta

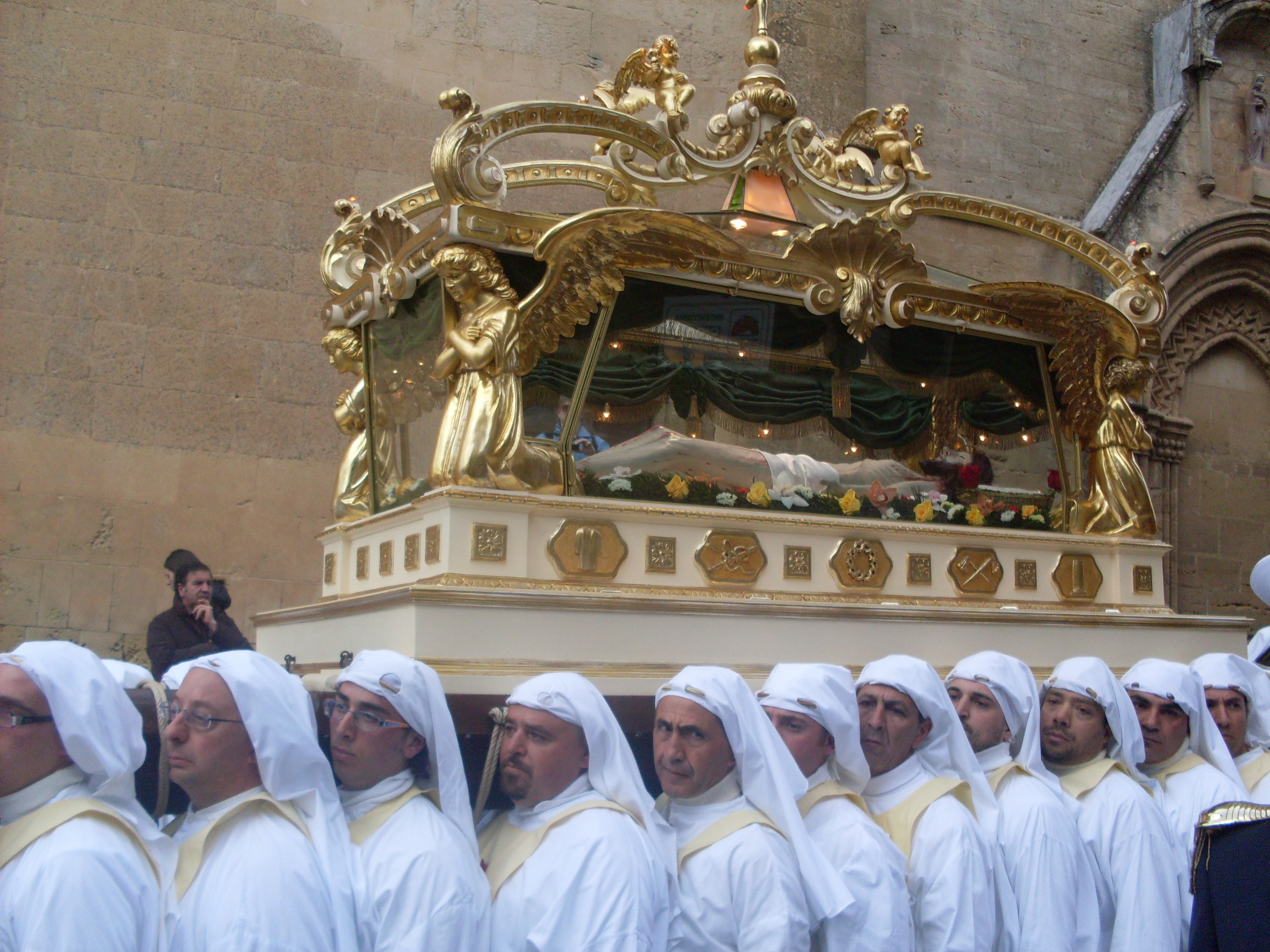
L'Urna del Cristo Morto di Enna

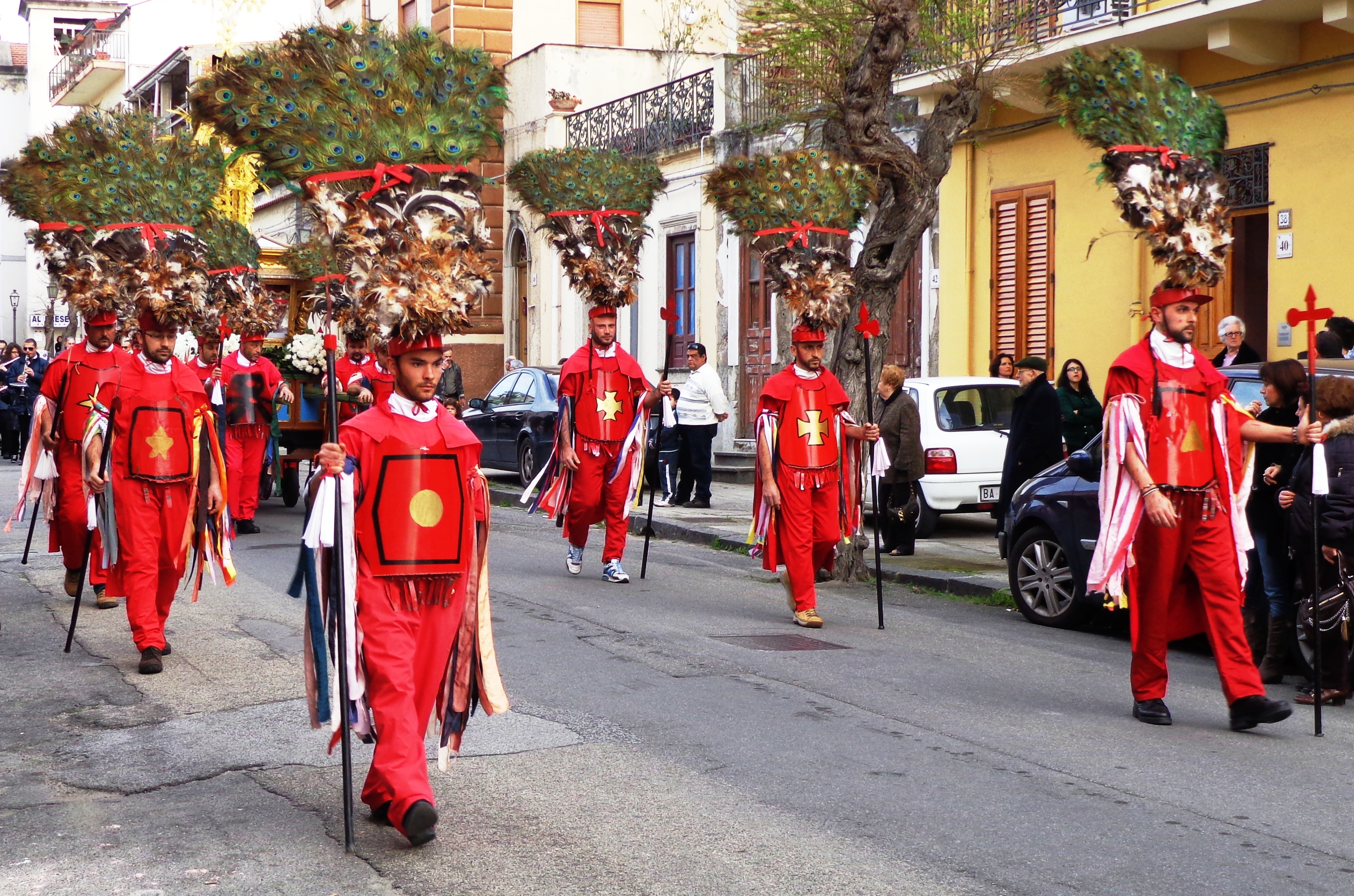
Centurioni impropriamente chiamati Giudei di Pozzo di Gotto

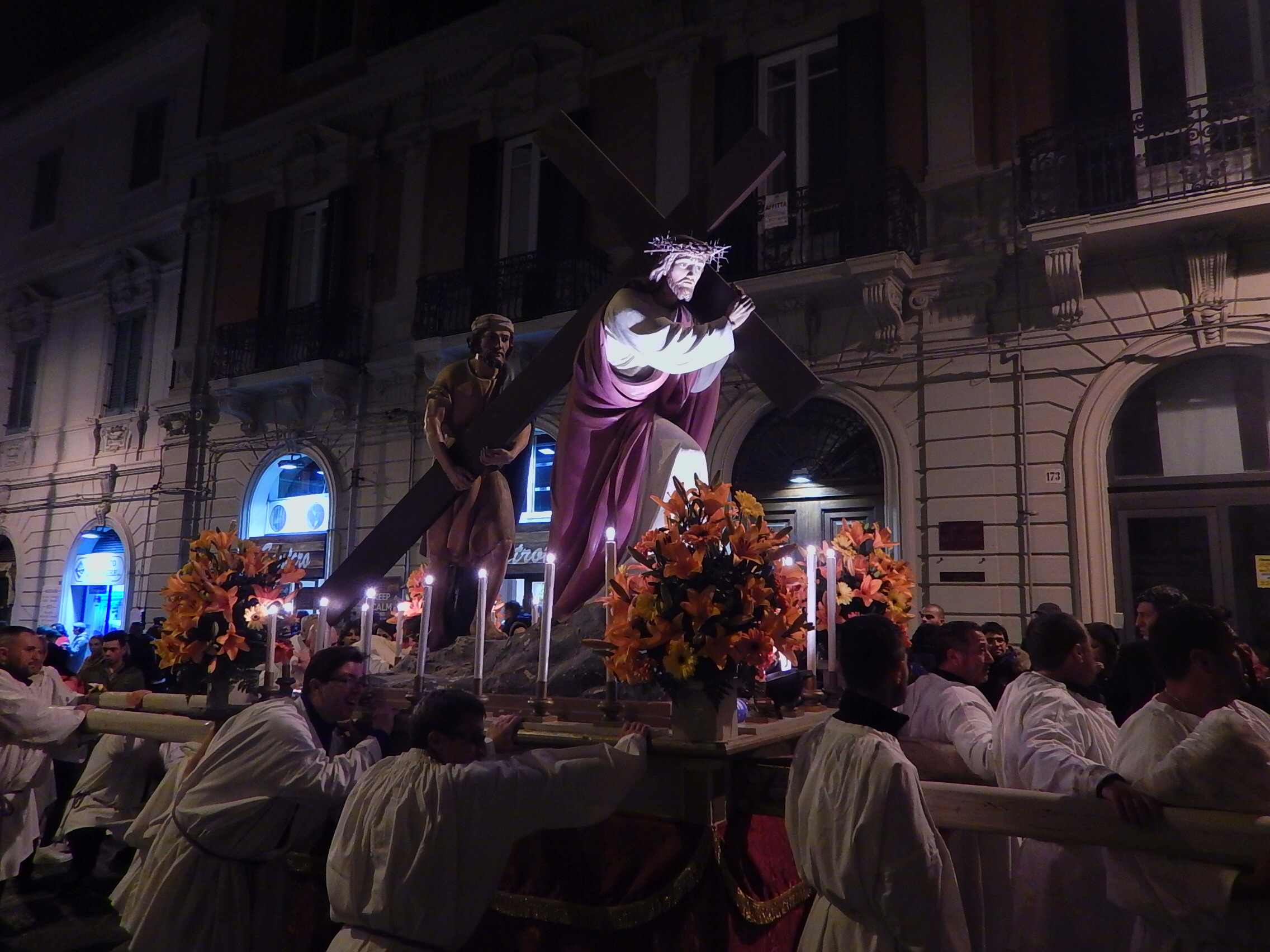
Il Cireneo delle Barette di Messina

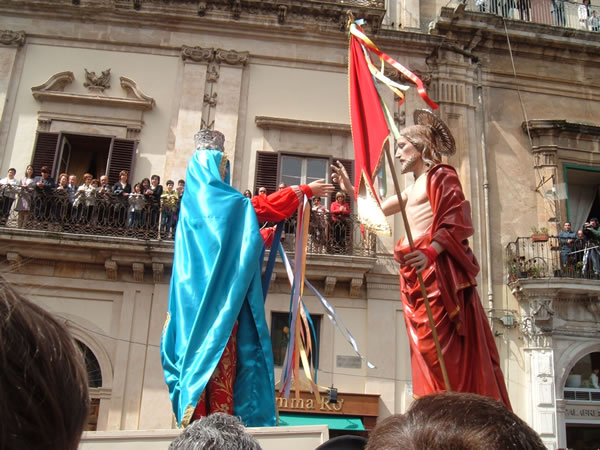
Madonna Vasa-Vasa di Modica

Si contano 83 località in cui la Settimana Santa è celebrata sull'isola:

### Città metropolitana di Catania
- Adrano – Via Crucis Vivente, processioni del Giovedì e Venerdì Santo, I Diavulazzi di Pasqua.
- Biancavilla – I Cruciddi, Cerca dell’Addolorata, corteo dei Misteri, A cascata da tila, A Paci.
- Caltagirone – I Riti della Settimana Santa e la processione di San Pietro.
- Cannizzaro – Processione del Cristo Morto e dell’Addolorata.
- Licodia Eubea – Cristo alla colonna e Riti della Settimana Santa.
- Palagonia – Cristo alla Colonna e Riti della Settimana Santa.
- Paternò – Processione dell’Addolorata, processione del Venerdì Santo e u Cunsolu, processione di Pasqua.
- Randazzo – Processioni del Lunedì, Martedì, Venerdì e Sabato Santo.
- San Gregorio di Catania – Festa di San Gregorio Magno.
- Scordia – Riti della Settimana Santa e omaggio a San Rocco.
- Vizzini – A cugnunta e Riti della Settimana Santa.

### Città metropolitana di Messina

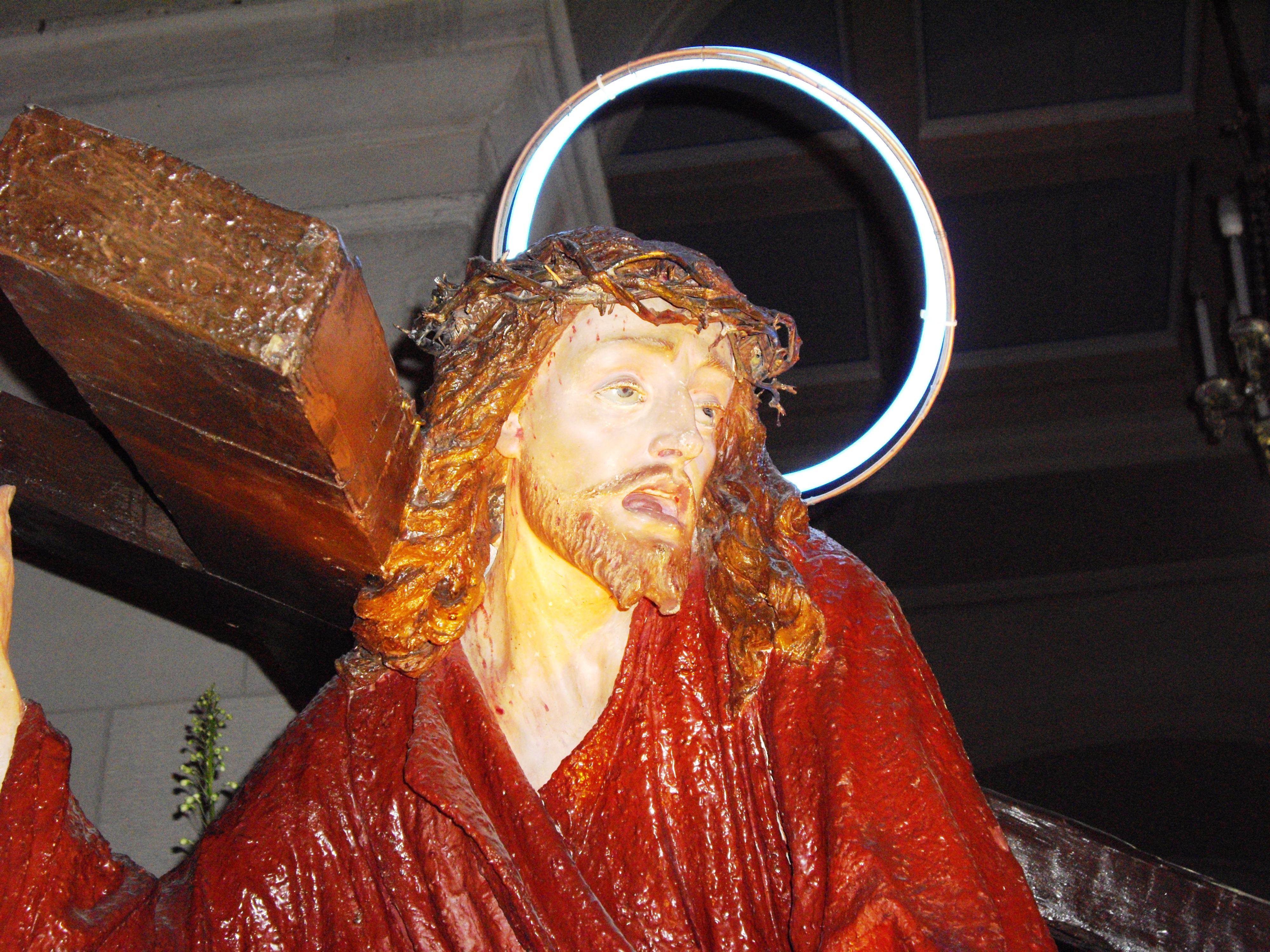
La Caduta di Pozzo di Gotto

- Barcellona Pozzo di Gotto – Le Varette e i Riti della Settimana Santa.
- Castroreale – Le Varette e processione del Cristo Lungo.
- Forza d'Agrò – Festa dell'Alloro.
- Lipari – Riti della Settimana Santa di Lipari.
- Messina – Processione delle Barette.
- Motta d'Affermo – Riti della Domenica delle Palme, Giovedì Santo, Venerdì Santo e Pasqua.
- Patti – Processione delle Varette.
- San Fratello – I Giudei e i Riti della Settimana Santa.
- Sant'Angelo di Brolo – Processione dell’Addolorata e Via Crucis.
- Savoca – La Passione di Cristo.
- Sinagra – La corsa di San Leone.
- Taormina – Processione dei Misteri del Venerdì Santo.

### Città metropolitana di Palermo
- Caccamo – U Signuruzzu a cavaddu.

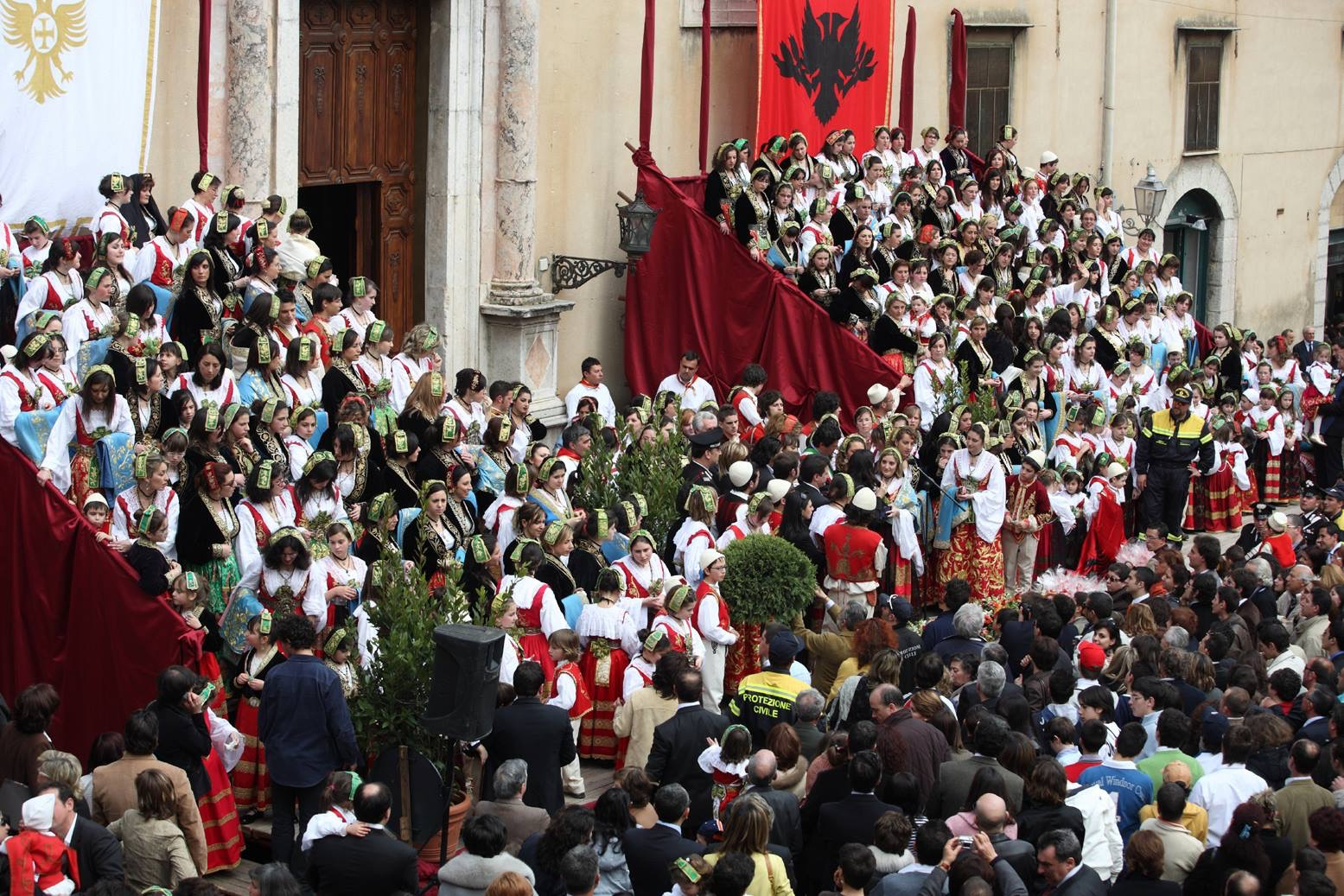
Pasqua a Piana degli Albanesi, benedizione delle uova rosse

- Caltavuturo – Riti della Settimana Santa.
- Collesano – A cerca e Riti della Settimana Santa.
- Corleone – Venerdì Santo e Riti della Settimana Santa.
- Gangi – Domenica delle Palme.
- Gratteri – A Sulità e Riti della Settimana Santa.
- Misilmeri – L'incontro di Pasqua e Riti della Settimana Santa.
- Montelepre – Processione dei Misteri.
- Palermo – Riti della Settimana Santa.
- Petralia Sottana – U 'Ncuontru e Riti della Settimana Santa.
- Piana degli Albanesi, Contessa Entellina, Mezzojuso, Palazzo Adriano, Santa Cristina Gela, Palermo (Chiesa della Martorana e Chiesa di S. Macrina) – Pasqua Arbëreshe e Riti bizantini.
- Prizzi – Ballo dei Diavoli e Riti della Settimana Santa.
- Termini Imerese – Venerdì Santo.
- Terrasini – Festa di li schietti.
- Valledolmo – U 'Ncuantru.

### Libero consorzio comunale di Agrigento
- Aragona – I Sanpauluna, Sagra del tagano e Riti della Settimana Santa.
- Burgio – La Settimana Santa di Burgio.
- Casteltermini – Archi di Pasqua e Riti della Settimana Santa.
- Favara – Sagra dell'agnello pasquale e Riti della Settimana Santa.
- Licata – Settimana Santa di Licata.
- Ribera – Le tre Statue e Riti della Settimana Santa.
- San Biagio Platani – Archi di Pasqua e Riti della Settimana Santa.
- Siculiana – Settimana Santa.

### Libero consorzio comunale di Caltanissetta
- Butera – Riti della Settimana Santa.
- Caltanissetta – Gesù Nazareno, Scinnenza, Real Maestranza, Varicedde, Vare, Signore della città.
- Delia – Il riscatto di Adamo e Riti della Settimana Santa.
- Gela – Venerdì Santo.
- Mussomeli – La Settimana Santa.
- Resuttano – Settimana Santa di Resuttano.
- Riesi – Settimana Santa riesina.
- San Cataldo – Processo a Gesù, Sanpauluna e Riti della Settimana Santa.
- Serradifalco – La Real Maestranza e Riti della Settimana Santa.
- Sommatino – La Spartenza, la Scinnenza e Riti della Settimana Santa.
- Sutera – Venerdì Santo.
- Villalba – La scinnenza.

### Libero consorzio comunale di Enna
- Aidone – Processione dei Santuna e Riti della Settimana Santa.
- Assoro – Riti della Settimana Santa e benedizione delle campagne.[21]
- Catenanuova – Riti della Settimana Santa.
- Enna – Gli incappucciati e Riti della Settimana Santa.
- Leonforte – Riti della Settimana Santa.
- Nicosia – La Casazza.
- Troina – Riti della Settimana Santa, processione del Venerdì Santo e processione di Pasqua.
- Villarosa – Confraternite e Riti della Settimana Santa.

### Libero consorzio comunale di Ragusa
- Comiso – A paci e Riti della Settimana Santa.
- Ispica – Processione del Cristo alla Colonna e Riti della Settimana Santa.
- Modica – La Madonna vasa–vasa e Riti della Settimana Santa.
- Pozzallo – L'Addolorata e Riti della Settimana Santa.
- Ragusa – La Settimana Santa di Ragusa e Ragusa Ibla.
- Scicli – Festa dell'Uomo vivo e Riti della Settimana Santa.
- Vittoria – Cristo alla colonna e Riti della Settimana Santa.

### Libero consorzio comunale di Siracusa
- Augusta – Riti della Settimana Santa.
- Buccheri – U Passiu Santu.
- Canicattini Bagni – A paci a paci.
- Cassaro – La fratellanza e Riti della Settimana Santa.
- Ferla – La Sciaccariata e Riti della Settimana Santa, processione de U Nummu ru Gesu.

### Libero consorzio comunale di Trapani
- Alcamo – Lu Risuscitu e vara di Maria Addolorata.
- Buseto Palizzolo – Riti della Settimana Santa.
- Castellammare del Golfo – Processione della Domenica delle Palme, firriata di li chiese, processione del Venerdì Santo e Risuscito, sacra rappresentazione della Passione di Cristo.
- Castelvetrano – Festa dell'aurora.
- Erice – Processione dei Misteri.
- Marsala – Sacra Rappresentazione della Passione del Signore (via Crucis vivente).
- Trapani – Processioni del Martedì, Mercoledì e Venerdì Santo.